# Saint-Pé-d'Ardet
Pour les articles homonymes, voir Saint-Pé.
Saint-Pé-d'Ardet (en gascon, Sent-Pèir-d'Ardet) est une commune française située dans le sud-ouest du département de la Haute-Garonne en région Occitanie.
Sur le plan historique et culturel, la commune est dans le pays de Comminges, correspondant à l’ancien comté de Comminges, circonscription de la province de Gascogne située sur les départements actuels du Gers, de la Haute-Garonne, des Hautes-Pyrénées et de l'Ariège. Exposée à un climat de montagne.
Le patrimoine architectural de la commune comprend un immeuble protégé au titre des monuments historiques : l'église Saint-Pierre de Saint-Pé-d'Ardet, classée en 1991.
La commune possède un patrimoine naturel remarquable : un site Natura 2000 (les « chaînons calcaires du Piémont Commingeois ») et sept zones naturelles d'intérêt écologique, faunistique et floristique.
Saint-Pé-d'Ardet est une commune rurale qui compte 166 habitants en 2022, après avoir connu un pic de population de 678 habitants en 1831.
Ses habitants sont appelés les Saint-Péens ou  Saint-Péennes.

## Géographie

### Localisation
La commune de Saint-Pé-d'Ardet se trouve dans le département de la Haute-Garonne, en région Occitanie.
Elle se situe à 93 km à vol d'oiseau de Toulouse, préfecture du département, à 14 km de Saint-Gaudens, sous-préfecture, et à 23 km de Bagnères-de-Luchon
La commune fait en outre partie du bassin de vie de Montréjeau et de l'aire d'attraction de Saint-Gaudens.
Sur le plan historique et culturel, Saint-Pé-d'Ardet fait partie du pays de Comminges, correspondant à l’ancien comté de Comminges, circonscription de la province de Gascogne située sur les départements actuels du Gers, de la Haute-Garonne, des Hautes-Pyrénées et de l'Ariège.
La superficie de la commune est de 347 hectares ; son altitude varie de 575  à   1 001 mètres,.

### Communes limitrophes
Les communes limitrophes sont  Antichan-de-Frontignes, Cazaunous, Génos, Lourde, Malvezie et Moncaup.
Les communes les plus proches sont : 
Lourde (0,8 km), Antichan-de-Frontignes (1,4 km), Génos (1,8 km), Frontignan-de-Comminges (1,8 km), Ore (2,0 km), Mont-de-Galié (2,0 km), Malvezie (2,7 km), Moncaup (3,0 km).

### Hydrographie

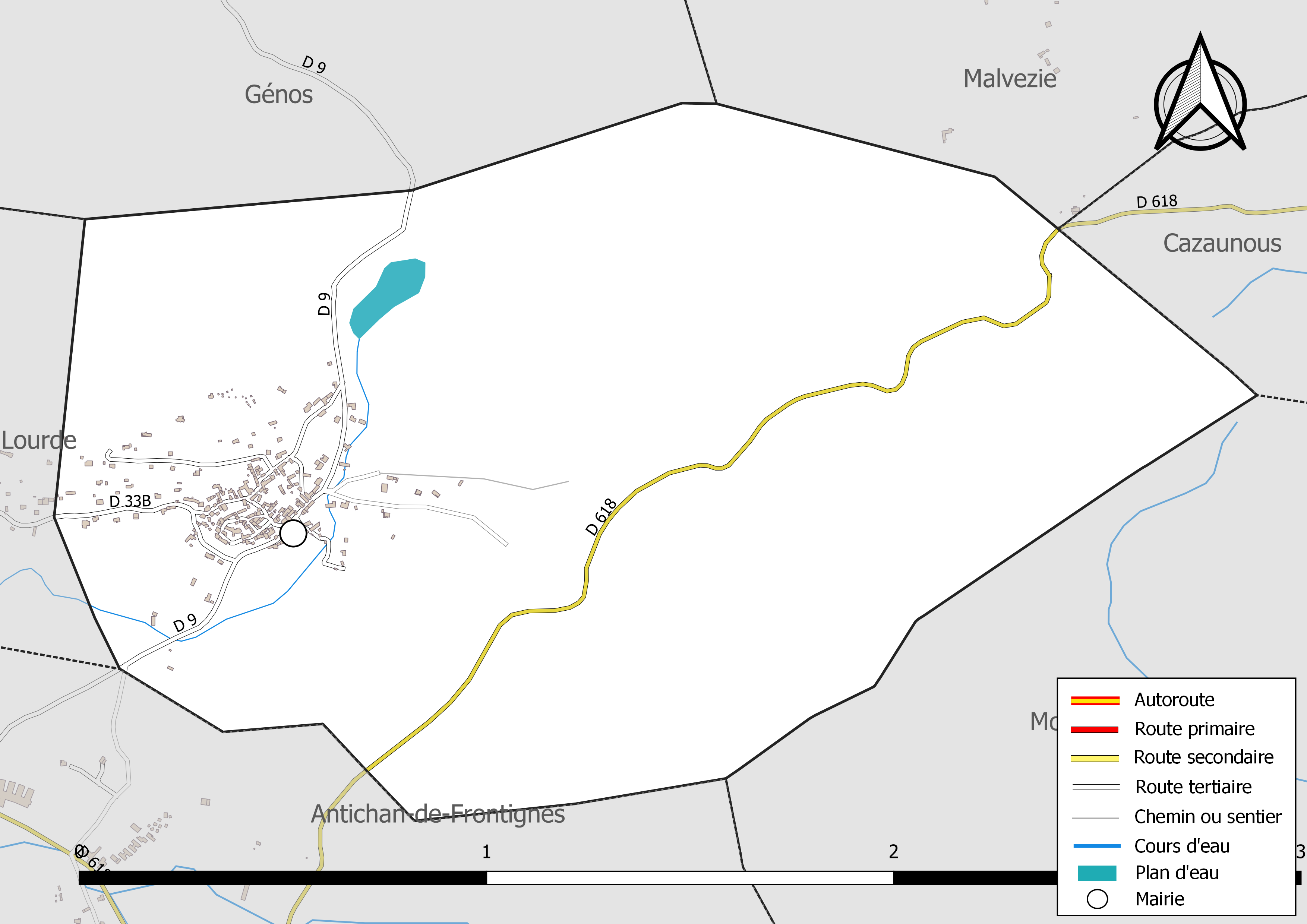
Réseaux hydrographique et routier de Saint-Pé-d'Ardet.

Hormis divers petits cours d'eau inconséquents, aucun cours d'eau permanent n'est répertorié sur la commune.

### Climat
Pour des articles plus généraux, voir Climat de l'Occitanie et Climat de la Haute-Garonne.
En 2010, le climat de la commune est de type climat des marges montargnardes, selon une étude s'appuyant sur une série de données couvrant la période 1971-2000. En 2020, Météo-France publie une typologie des climats de la France métropolitaine dans laquelle la commune est exposée à un climat de montagne ou de marges de montagne et est dans la région climatique Pyrénées centrales, caractérisée par une pluviométrie annuelle de 1 000 à 1 200 mm.
Pour la période 1971-2000, la température annuelle moyenne est de 10,8 °C, avec une amplitude thermique annuelle de 15,1 °C. Le cumul annuel moyen de précipitations est de 1 093 mm, avec 9,6 jours de précipitations en janvier et 7,1 jours en juillet. Pour la période 1991-2020, la température moyenne annuelle observée sur la station météorologique la plus proche, située sur la commune de Clarac à 13 km à vol d'oiseau, est de 12,5 °C et le cumul annuel moyen de précipitations est de 804,9 mm,. Pour l'avenir, les paramètres climatiques de la commune estimés pour 2050 selon différents scénarios d'émission de gaz à effet de serre sont consultables sur un site dédié publié par Météo-France en novembre 2022.

### Milieux naturels et biodiversité

#### Réseau Natura 2000

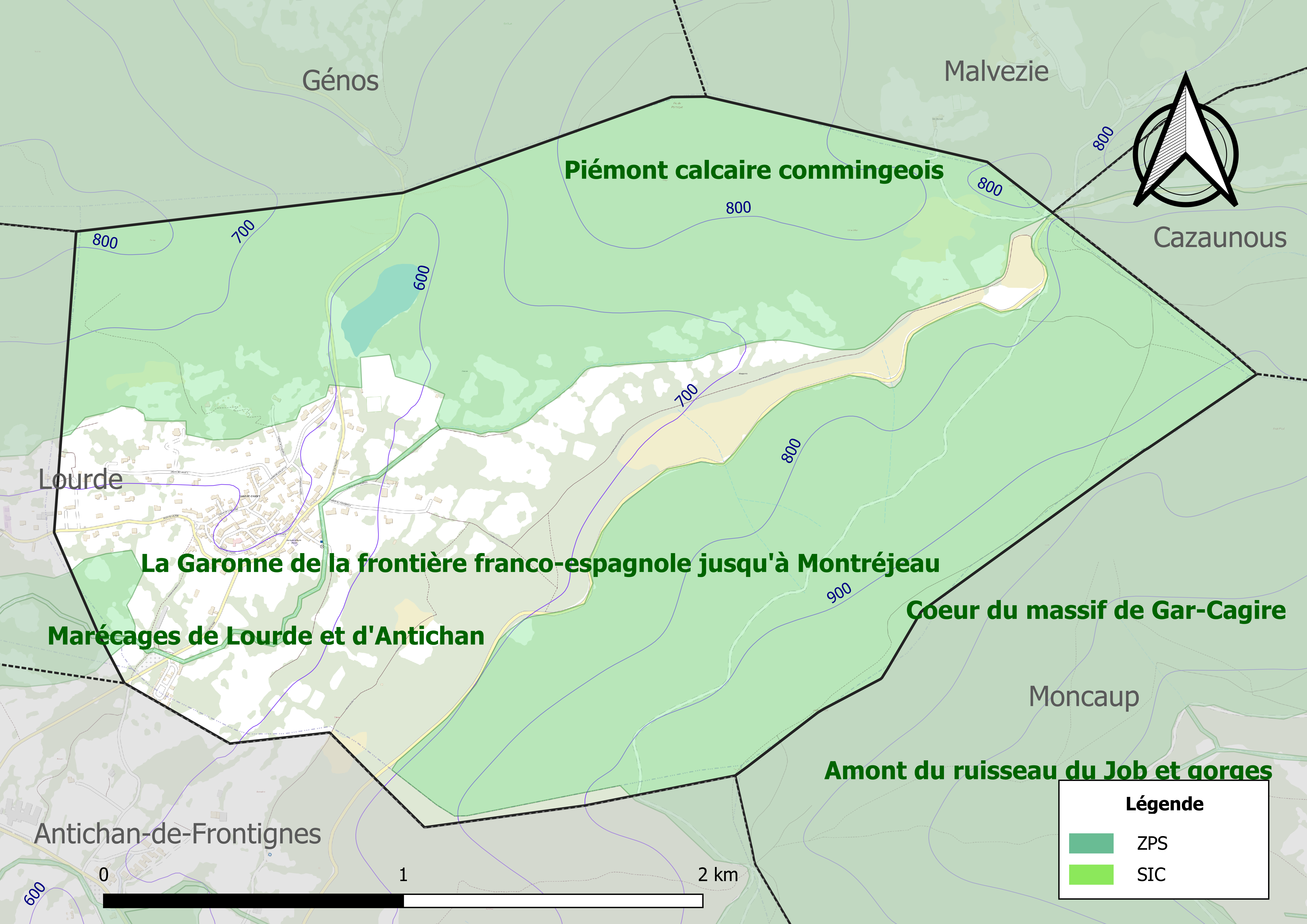
Site Natura 2000 sur le territoire communal.

Le réseau Natura 2000 est un réseau écologique européen de sites naturels d'intérêt écologique élaboré à partir des directives habitats et oiseaux, constitué de zones spéciales de conservation (ZSC) et de zones de protection spéciale (ZPS).
Un site Natura 2000 a été défini sur la commune au titre de la directive habitats : les « chaînons calcaires du Piémont Commingeois », d'une superficie de 6 198 ha, sont un site vallonné forestier et bocager du piémont pyrénéen.

#### Zones naturelles d'intérêt écologique, faunistique et floristique

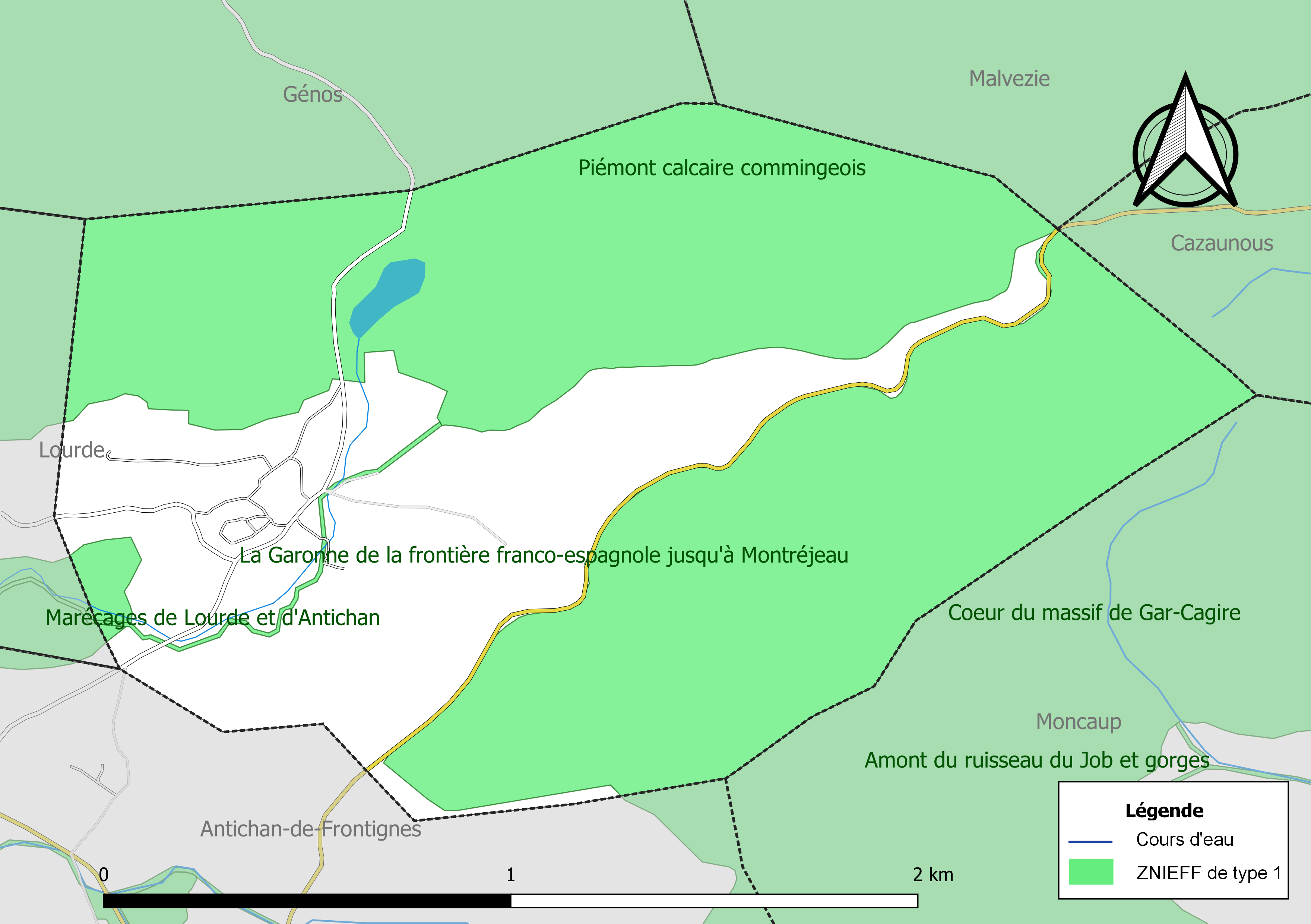
Carte des ZNIEFF de type 1 localisées sur la commune.

L’inventaire des zones naturelles d'intérêt écologique, faunistique et floristique (ZNIEFF) a pour objectif de réaliser une couverture des zones les plus intéressantes sur le plan écologique, essentiellement dans la perspective d’améliorer la connaissance du patrimoine naturel national et de fournir aux différents décideurs un outil d’aide à la prise en compte de l’environnement dans l’aménagement du territoire.
Quatre ZNIEFF de type 1 sont recensées sur la commune :
- le « cœur du massif de Gar-Cagire » (6 194 ha), couvrant 15 communes du département[19] ;
- « la Garonne de la frontière franco-espagnole jusqu'à Montréjeau » (469 ha), couvrant 38 communes dont 28 dans la Haute-Garonne et dix dans les Hautes-Pyrénées[20] ;
- les « marécages de Lourde et d'Antichan » (12 ha), couvrant 3 communes du département[21] ;
- le « piémont calcaire commingeois » (2 924 ha), couvrant 11 communes du département[22] ;

et trois ZNIEFF de type 2, : 
- l'« ensemble du massif de Gar-Cagire et bassin de Juzet-d'Izaut » (9 679 ha), couvrant 18 communes du département[23] ;
- « Garonne amont, Pique et Neste » (1 788 ha), couvrant 112 communes dont 42 dans la Haute-Garonne et 70 dans les Hautes-Pyrénées[24] ;
- le « piémont calcaire commingeois et bassin de Sauveterre » (8 553 ha), couvrant 26 communes du département[25].

## Urbanisme

### Typologie
Au 1er janvier 2024, Saint-Pé-d'Ardet est catégorisée commune rurale à habitat dispersé, selon la nouvelle grille communale de densité à sept niveaux définie par l'Insee en 2022.
Elle est située hors unité urbaine. Par ailleurs la commune fait partie de l'aire d'attraction de Saint-Gaudens, dont elle est une commune de la couronne,. Cette aire, qui regroupe 85 communes, est catégorisée dans les aires de moins de 50 000 habitants,.

### Occupation des sols
L'occupation des sols de la commune, telle qu'elle ressort de la base de données européenne d’occupation biophysique des sols Corine Land Cover (CLC), est marquée par l'importance des forêts et milieux semi-naturels (67,3 % en 2018), une proportion identique à celle de 1990 (67,3 %). La répartition détaillée en 2018 est la suivante : 
forêts (67,3 %), zones agricoles hétérogènes (23,6 %), zones urbanisées (9,1 %). L'évolution de l’occupation des sols de la commune et de ses infrastructures peut être observée sur les différentes représentations cartographiques du territoire : la carte de Cassini (XVIIIe siècle), la carte d'état-major (1820-1866) et les cartes ou photos aériennes de l'IGN pour la période actuelle (1950 à aujourd'hui).

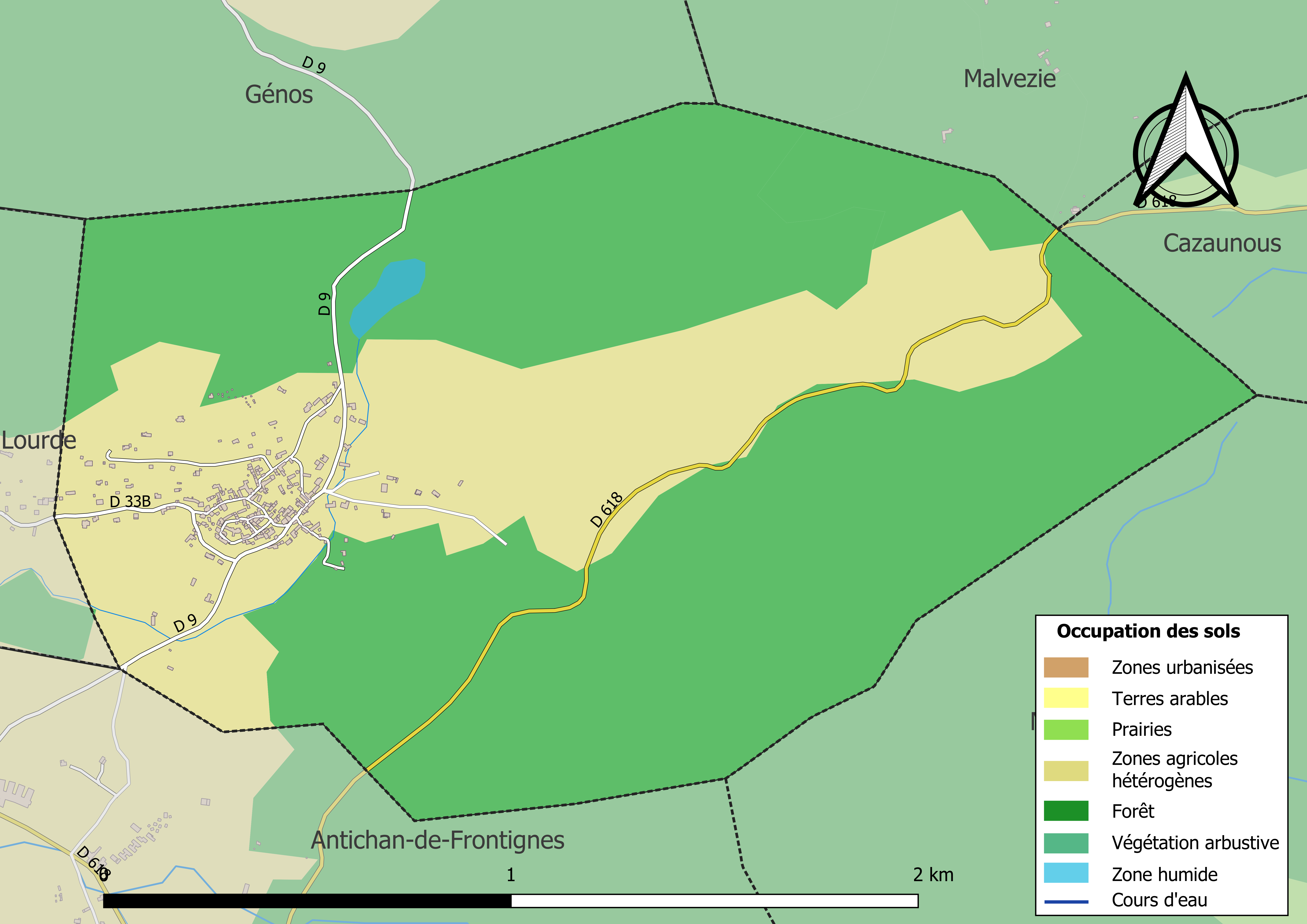
Carte des infrastructures et de l'occupation des sols de la commune en 2018 (CLC).

### Hameaux et lieux-dits
Traditionnellement, le territoire aux alentours du village (prairies, forêts…) a été divisé en vingt zones qui ont hérité de leurs noms gascons et qui sont : la Léougé, le Camon, le Cot de Bellan, le Marret, le Santuc, l'Aouach, Nougarros, l'Encla, Layouas, Roumagayrolles, Gélos, les Cabanes, Lacome, Lacomany, la Vigne, Vignaux, le Bergerous, le Vignet, Pé d'Estaing et Lacaho.

### Habitat et logement
En 2018, le nombre total de logements dans la commune était de 188, alors qu'il était de 179 en 2013 et de 194 en 2008.
Parmi ces logements, 39,9 % étaient des résidences principales, 55,3 % des résidences secondaires et 4,8 % des logements vacants. Ces logements étaient pour 81,1 % d'entre eux des maisons individuelles et pour 3,3 % des appartements.
Le tableau ci-dessous présente la typologie des logements à Saint-Pé-d'Ardet en 2018 en comparaison avec celle de la Haute-Garonne et de la France entière. Une caractéristique marquante du parc de logements est ainsi une proportion de résidences secondaires et logements occasionnels (55,3 %), très  supérieure à celle du département (4,4 %) et à celle de la France entière (9,7 %). Concernant le statut d'occupation de ces logements, 83,3 % des habitants de la commune sont propriétaires de leur logement (81,8 % en 2013), contre 52,3 % pour la Haute-Garonne et 57,5 % pour la France entière.
| Typologie                                               | Saint-Pé-d'Ardet | Haute-Garonne | France entière |
| ------------------------------------------------------- | ---------------- | ------------- | -------------- |
| Résidences principales (en %)                           | 39,9             | 88,3          | 82,1           |
| Résidences secondaires et logements occasionnels (en %) | 55,3             | 4,4           | 9,7            |
| Logements vacants (en %)                                | 4,8              | 7,3           | 8,2            |

### Risques naturels et technologiques
Le territoire de la commune de Saint-Pé-d'Ardet est vulnérable à différents aléas naturels : météorologiques (tempête, orage, neige, grand froid, canicule ou sécheresse), feux de forêts et séisme (sismicité modérée). Un site publié par le BRGM permet d'évaluer simplement et rapidement les risques d'un bien localisé soit par son adresse soit par le numéro de sa parcelle.
Un plan départemental de protection des forêts contre les incendies a été approuvé par arrêté préfectoral du 25 septembre 2006. Saint-Pé-d'Ardet est exposée au risque de feu de forêt du fait de la présence sur son territoire des massifs des piémonts des Pyrénées et des Pyrénées. Il est ainsi défendu aux propriétaires de la commune et à leurs ayants droit de porter ou d’allumer du feu dans l'intérieur et à une distance de 200 mètres des bois, forêts, plantations, reboisements ainsi que des landes. L’écobuage est également interdit, ainsi que les feux de type méchouis et barbecues, à l’exception de ceux prévus dans des installations fixes (non situées sous couvert d'arbres) constituant une dépendance d'habitation,

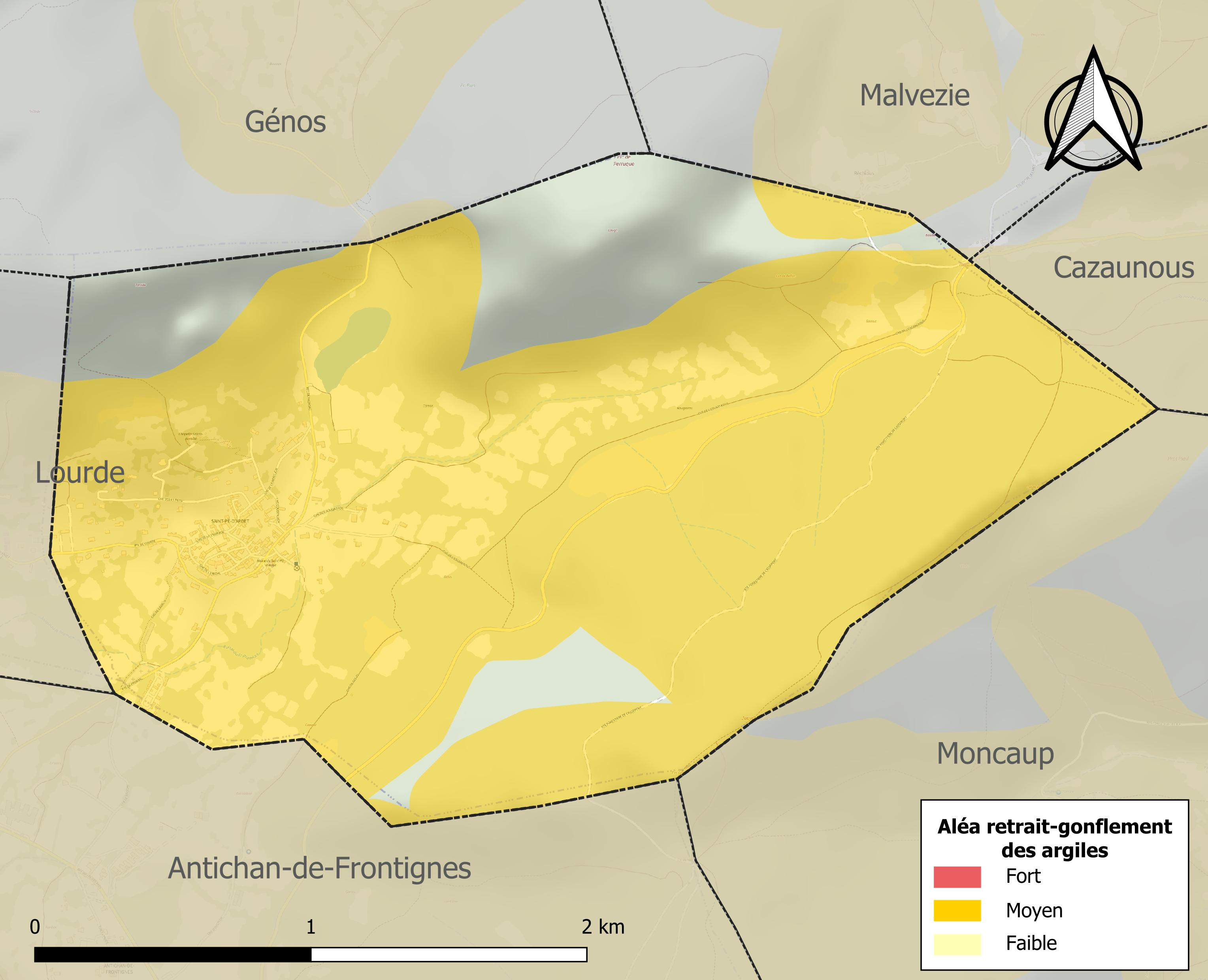
Carte des zones d'aléa retrait-gonflement des sols argileux de Saint-Pé-d'Ardet.

Le retrait-gonflement des sols argileux est susceptible d'engendrer des dommages importants aux bâtiments en cas d’alternance de périodes de sécheresse et de pluie. 83,3 % de la superficie communale est en aléa moyen ou fort (88,8 % au niveau départemental et 48,5 % au niveau national). Sur les 155 bâtiments dénombrés sur la commune en 2019, 155 sont en aléa moyen ou fort, soit 100 %, à comparer aux 98 % au niveau départemental et 54 % au niveau national. Une cartographie de l'exposition du territoire national au retrait gonflement des sols argileux est disponible sur le site du BRGM,.
Par ailleurs, afin de mieux appréhender le risque d’affaissement de terrain, l'inventaire national des cavités souterraines permet de localiser celles situées sur la commune.
Concernant les mouvements de terrains, la commune a été reconnue en état de catastrophe naturelle au titre des dommages causés par la sécheresse en 1989 et par des mouvements de terrain en 1999.
Le 20 décembre 2020 vers 7h05, un séisme de magnitude 2,4 sur l'échelle de Richter a secoué les communes de Pointis-de-Rivière, Payssous et Saint-Pé-d'Ardet. L'épicentre se trouvait à environ 9 kilomètres au sud de Montréjeau, à 4 km de profondeur.

## Toponymie
Le nom en occitan gascon du village est Sent Pèr d'Ardet.. Il n'est pas sûr que ce soit le nom originel du village. Il ne reste que peu d'informations sur le nom du village, mais on sait qu'il s’appelait Ardres, au XVIIe siècle, d’après les Mémoires du marquis de Chouppes  (« Le roi Louis XIII étoit parti de Narbonne lorsque j’y arrivai. Je ne le rejoignis qu’à Ardres »  [note postérieure : « Saint Pé d’Ardet, canton de Saint-Bertrand-de-Comminges, arrondissement de Saint-Gaudens, département de la Haute-Garonne »][réf. nécessaire].

## Histoire
Jusqu'à la Révolution française, Saint-Pé-d'Ardet, bien que située dans le Comminges, était une des onze enclaves languedociennes du Petit-Comminges, un des diocèses civils du Languedoc.
Grâce à son bon positionnement favorable (altitude modérée : 600 m, protégé du vent…) mais aussi grâce au point d'eau, le lac, les hommes se sont installés à Saint-Pé-d'Ardet, mais de manière plus générale dans les Frontignes. Au fil des siècles, les hommes s'installent et construisent des édifices que l'on peut encore voir.

### Saint-Pé-d'Ardet à laPréhistoire
La présence de magdaléniens (12 000 av. J.-C.) à Saint-Pé-d'Ardet est attestée par la découverte de silex taillés, sagaies à double biseau, poinçons, grattoirs dans les grottes du Bouchet et de Tarride (aujourd'hui conservés dans des musées).[réf. nécessaire]

### Saint-Pé-d'Ardet à l'époquegallo-romaine
La topographie du site a de grandes analogies avec celle du Lugdunum Convenarum (Saint-Bertrand-de-Comminges) : un éperon rocheux avec des pentes escarpées, donc facile à défendre.
L'archéologie a permis de retrouver un grand nombre de réemplois gallo-romains de grande taille et de pièces en grande qualité, qui permettent d'affirmer que sur le parvis actuel de l'église devaient s'ériger au Ier siècle av. J.-C. un temple, un oppidum et un forum. Les auges cinéraires et les colonnettes extraites du parvis de l'église Saint-Pierre témoignent de cette époque. À cette période, Saint-Pé-d'Ardet est une ville commerçante, ce qu'indiquent des pièces en or de Tibère (+ 14 à + 37 apr. J.-C.) et en bronze de l'empereur Claudius (268 à 270 apr. J.-C.).
Mais Saint-Pé était aussi un lieu religieux, où l'on vénérait principalement les dieux pyrénéens.

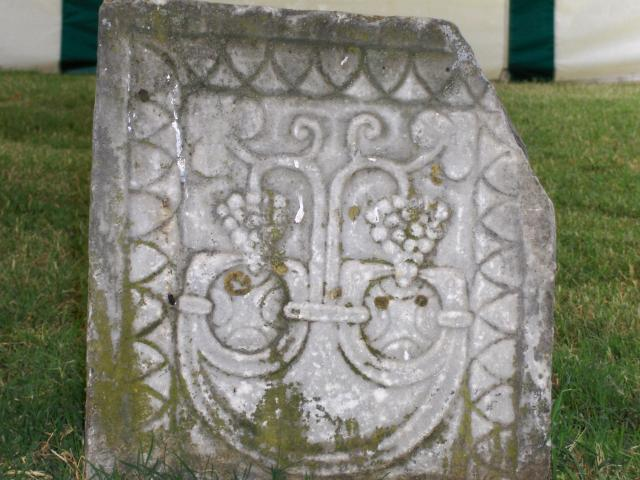
Auge cinéraire gallo-romaine avec pelta (bouclier des Amazones)
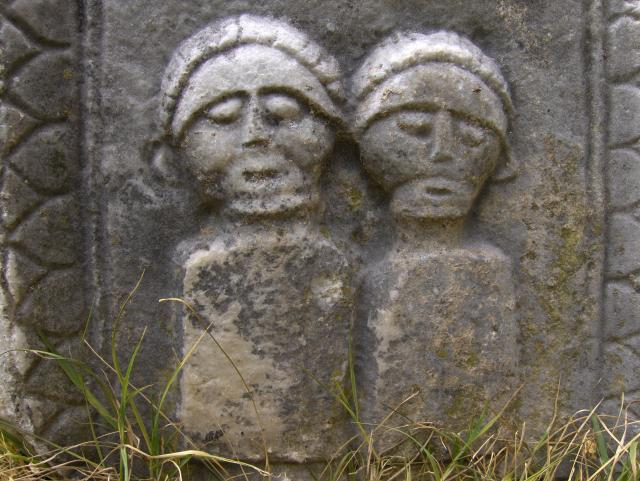
Auge cinéraire gallo-romaine - couple
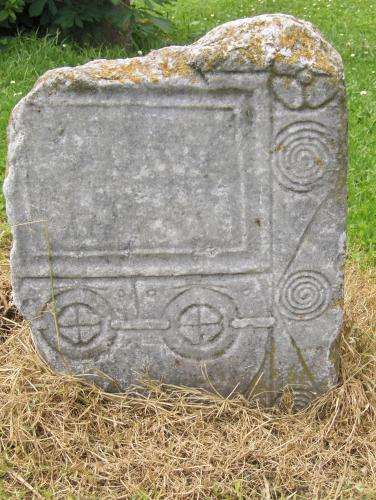
Auge cinéraire gallo-romaine
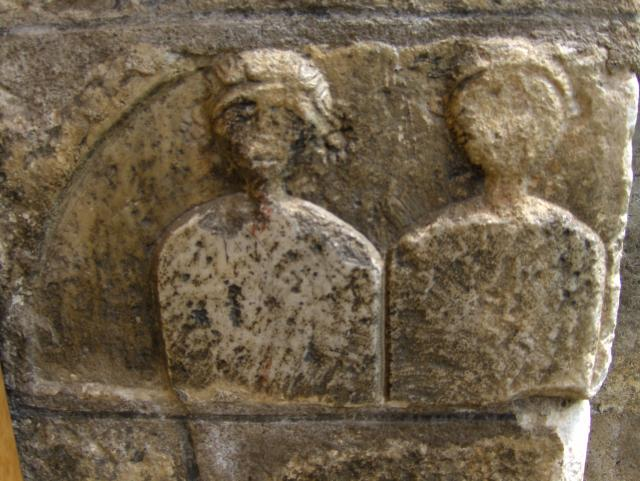
Auge cinéraire gallo-romaine - couple

Sur la commune ont été retrouvés de nombreux autels votifs indiquant un culte local aux dieux :
- Artahe (ou Artehe ou Arte ; qui donnera le nom du village) :

Pour l'instant, cinq inscriptions ont été découvertes sur la commune de Saint-Pé-d'Ardet,, et on retrouva un autel votif dans la commune voisine de Lourde ; ce qui laisse supposer la proximité d'un grand sanctuaire dédié au dieu pyrénéen (c'est un culte très local ; tous les autels votifs dédiés à Artahe ont été retrouvés autour de Saint-Pé-d'Ardet, un seul fut découvert à Ourde). Concernant la fonction du dieu, aucun document ne nous permet de la définir réellement (plusieurs hypothèses ont été émises et transmises par la tradition orale : ce serait non pas un dieu, mais une déesse ; elle possèderait un corps d'homme mais une tête d'ours et serait la déesse protectrice du lac, des eaux, des sources ; et par là même de la fécondité et de l'agriculture). La seule donnée qui semble être sérieuse à propos d'Artahe est sa signification étymologique : en effet, le nom du dieu se rapproche du basque « Artz » ou du gaulois « Artus », qui tous deux signifient « ours ».
| Inscription Latine                          | Traduction                                                                                        |
| ------------------------------------------- | ------------------------------------------------------------------------------------------------- |
| ARTEHE DEO BONNEXIS AMANDI F(ILIUS) V.S.L.M | Au dieu Artahe, Bonnexis, fils d'Amandus, s'est acquitté de son vœu, de bon gré, comme il se doit |
| DEO ARTEHE L.P PAVLINIANI                   | Au dieu Artahe De Lucius Pompeius Paulinianus                                                     |
| ARTAHE LANTIST SYNTROPVS V.S.L.M            | Au dieu Artahe, L. Antistius Syntropus s'est acquitté de son vœu, de bon gré, comme il se doit    |
| LEXEIA ODDANNI F(ilia) ARTEHA V.S.L.M       | Lexeia, fille d'Odannus à Artahe s'est acquitté de son vœu, de bon gré, comme il se doit          |
| ARTAHE DEO RVFONVS V.S.L.M                  | Au dieu Artahe, Rufonus, s'est acquitté de son vœu, de bon gré, comme il se doit                  |

- Abellio

Si Artahe semble être un dieu local, Abellio lui semble avoir été un des dieux les plus importants et les plus vénérés dans le Comminges et dans les Pyrénées de manière générale. Cependant, on n'en connait ni les attributs ni la fonction non plus. Abellio fut l'un des tout premiers dieux pyrénéens à être connu des historiens : on s'interrogea sur l'étymologie d'Abellio. Les érudits le rapprochèrent du « crétois » ἀβέλιος, abelios, le Soleil. Ils affirmèrent que l'Abellio pyrénéen, le Belenos gaulois et l'Apollon gréco-romain n'étaient qu'une seule et même divinité : c'était pour eux l'Apollon des Gaulois dont parlait Jules César. Cette théorie que certains réfutent semble pourtant vérifiée par les auges cinéraires que l'on trouve sur le parvis et dans l'église du village sur lesquelles sont sculptées des roues solaires, motifs récurrents dans ce genre de monuments, qui témoignent bien d'un culte solaire important.
- Idiatte

Là non plus, aucune indication claire sur le rôle de ce dieu. L'épigraphe laisse supposer soit que c'est un dieu guérisseur, thaumaturge (puisque Pompeia Paulinias demande qu'il protège et garde en bonne santé la famille de son ancien maître) soit que c'est un dieu particulièrement vénéré par les esclaves affranchis (puisque Pompeia Paulinias est une affranchie de Lucius Pompeus Paulinianus) soit un culte lié à une famille en particulier ("Au Dieu Idiatte DE NOTRE Lucius Pompeus").
| Inscription Latine                                                                            | Traduction |
| --------------------------------------------------------------------------------------------- | --- |
| DEO IDIATTE LVC POMPEI PAVLINIANINI L.P PAVLINIAIS PRO SALVTE SVA ET SVORVM FELICITER V.S.L.M | Au dieu Idiatte de notre Lucius Pompeus son affranchie Pompeia Paulinias, demande sa conservation (celle de Lucius) et des siens avec bonheur s'est acquitté de son vœu, de bon gré, comme il se doit. |

La traduction ci-dessus est celle donnée par la Revue du Comminges, cependant elle semble erronée. En effet, selon la grammaire latine, concernant la règle des pronoms réfléchis dans les propositions subordonnées (hésitation entre "ejus" et "suus, a, um") veut que le pronom "suus, a, um" (ici sous la forme "sua" et "suorum") se rapport au sujet de la phrase (ici donc Pompeia Paulinias) - tandis que "ejus" se rapporterait au complément du nom, Lucius Pomeus Paulinianus) : la traduction orthodoxe serait donc "Au dieu Idiatte de notre Lucius Pompeus, son affranchie Pompeia Paulinias demande sa propre conservation et celle des siens avec bonheur" [ce serait donc un vœu pour l'affranchie et sa famille ; et non pour son ancien maître !].
- Garuna

- Les dieux mânes

Les inscriptions sur les autels votifs dédiés aux dieux mânes sont très abimées et très lacunaires. Cependant, ce culte n'est pas un culte local mais un culte importé de Rome (civilisation qui l'avait déjà emprunté aux Étrusques). Le terme « mânes » dérive de l'adjectif latin archaïque manvs (bon), ce sont donc les « Dieux bons ». Les inscriptions funéraires romaines comportent fréquemment une dédicace aux dieux mânes associés au défunt : DIIS MANIBVS, ou, en abrégé D. M. Leurs fêtes à Rome, et peut être dans l'Empire entier, (les Parentalia et les Feralia) se célébraient au mois de février. Du 13 au 26, les affaires chômaient et les temples étaient fermés ; on décorait les tombes avec des violettes, des roses, des lys, du myrte, et l'on y déposait des nourritures variées.
Virgile emploie régulièrement le mot Manes dans ses poèmes et lui donne une sémantique très large et variée ; en effet ce mot peut désigner entre autres un mort déterminé, le séjour profond des morts, la destinée des morts aux Enfers, les divinités infernales (opposées aux divinités d'en haut), le groupe des ancêtres d'une famille ou les âmes des morts en général.
| Inscription Latine              | Traduction                                                                                 |
| ------------------------------- | ------------------------------------------------------------------------------------------ |
| .....-BUS.....M.........V.S.L.M | Aux Dieux Montagnes............... s'est acquitté de son vœu, de bon gré, comme il se doit |
| D M........                     | Aux dieux Mânes....                                                                        |

- Jupiter

D'autres cultes ont été importés de Rome, et celui qui a le plus prospéré dans les Pyrénées et dans le Comminges est sûrement celui du Père des Dieux, celui de Jupiter, le Grand Dieu de la religion gréco-romaine.
| Inscription latine                             | Traduction |
| ---------------------------------------------- | --- |
| I O M SABINIANVS SER ACTOR PAVLINIANIN V.S.L.M | A Jupiter très bon et très grand, Sabinius, esclave intendant (du domaine Saint Péen), de notre Paulinianus s'est acquitté de son vœu, de bon gré, comme il se doit |

- D'autres autels votifs sont trop endommagés pour savoir à quel dieu ils étaient adressés

| Inscription Latine  | Traduction                                                                 |
| ------------------- | -------------------------------------------------------------------------- |
| FABIVS V.S.L.M      | Fabius s'est acquitté de son vœu, de bon gré, comme il se doit             |
| DEO ALCIMVS V.S.L.M | Au dieu... Alcimus s'est acquitté de son vœu, de bon gré, comme il se doit |

### Saint-Pé-d'Ardet à l'époquepaléochrétienne
Sur le temple gallo-romain, fut construite une église paléochrétienne (IVe au VIe siècle) dont il reste trois éléments :
- une vasque baptismale se trouvant dans le parvis ;
- le chrisme dans la partie gauche de la porte ;
- la colonne romane soutenant la tribune.

### Saint-Pé-d'Ardet auMoyen Âge
Sur la période du Moyen Âge, concernant le village de Saint-Pé-d'Ardet, il ne reste quasiment aucun écrit (ni sur papiers, ni même gravé sur du marbre par exemple) ; on ne peut donc pour s'imaginer ce qu'était le site à l'époque que se fier aux objets ou bâtiments qu'il reste de cette période.
L'église Saint-Pierre est construite au XIe siècle.

## Politique et administration

### Rattachements administratifs et électoraux
Commune faisant partie de la huitième circonscription de la Haute-Garonne, de la communauté de communes Cagire-Garonne-Salat et du canton de Bagnères-de-Luchon (avant le redécoupage départemental de 2014, Saint-Pé-d'Ardet faisait partie de l'ex-canton de Barbazan et avant le 1er janvier 2017, de la communauté de communes du Haut Comminges).

### Administration municipale
Le nombre d'habitants au recensement de 2011 étant compris entre 100 et 499, le nombre de membres du conseil municipal pour l'élection de 2014 est de onze,.

### Liste des maires
| Période                                  | Période                        | Identité      | Étiquette | Qualité |
| ---------------------------------------- | ------------------------------ | ------------- | --------- | --- |
| Les données manquantes sont à compléter. |                                |               |           | |
| 1978                                     | 2008                           | Gérard Rival  |           | |
| mars 2008                                | 30 septembre 2022              | Patrice Rival | PS        | Fils de Gérard Rival Conseiller général de Barbazan (2005 → 2015) Conseiller départemental du canton de Bagnères-de-Luchon (2015 → ) Démissionnaire en 2022 |
| 6 octobre 2022                           | En cours (au 16 décembre 2022) | Jérôme Deu    |           | Technicien voirie |

## Équipements et services publics

### Enseignement
Saint-Pé-d'Ardet fait partie de l'académie de Toulouse.

## Population et société

### Démographie
L'évolution du nombre d'habitants est connue à travers les recensements de la population effectués dans la commune depuis 1793. Pour les communes de moins de 10 000 habitants, une enquête de recensement portant sur toute la population est réalisée tous les cinq ans, les populations de référence des années intermédiaires étant quant à elles estimées par interpolation ou extrapolation. Pour la commune, le premier recensement exhaustif entrant dans le cadre du nouveau dispositif a été réalisé en 2006.

En 2022, la commune comptait 166 habitants, en évolution de +13,7 % par rapport à 2016 (Haute-Garonne : +8,02 %, France hors Mayotte : +2,11 %).
| 1793 | 1800 | 1806 | 1821 | 1831 | 1836 | 1841 | 1846 | 1851 |
| ---- | ---- | ---- | ---- | ---- | ---- | ---- | ---- | ---- |
| 477  | 487  | 491  | 605  | 678  | 671  | 626  | 600  | 615  |

| 1856 | 1861 | 1866 | 1872 | 1876 | 1881 | 1886 | 1891 | 1896 |
| ---- | ---- | ---- | ---- | ---- | ---- | ---- | ---- | ---- |
| 610  | 600  | 601  | 655  | 641  | 555  | 570  | 536  | 403  |

| 1901 | 1906 | 1911 | 1921 | 1926 | 1931 | 1936 | 1946 | 1954 |
| ---- | ---- | ---- | ---- | ---- | ---- | ---- | ---- | ---- |
| 519  | 529  | 510  | 321  | 314  | 267  | 203  | 185  | 139  |

| 1962 | 1968 | 1975 | 1982 | 1990 | 1999 | 2006 | 2011 | 2016 |
| ---- | ---- | ---- | ---- | ---- | ---- | ---- | ---- | ---- |
| 112  | 101  | 98   | 117  | 116  | 114  | 131  | 123  | 146  |

| 2021 | 2022 | - | - | - | - | - | - | - |
| ---- | ---- | - | - | - | - | - | - | - |
| 162  | 166  | - | - | - | - | - | - | - |

### Sports et loisirs
Chasse, pétanque, randonnée pédestre,

## Économie

### Revenus
En 2018  (données Insee publiées en septembre 2021), la commune compte 63 ménages fiscaux, regroupant 137 personnes. La médiane du revenu disponible par unité de consommation est de 21 780 € (23 140 € dans le département).

### Emploi
|                | 2008  | 2013   | 2018   |
| -------------- | ----- | ------ | ------ |
| Commune        | 6,8 % | 12,3 % | 17,2 % |
| Département    | 7,7 % | 9,6 %  | 9,3 %  |
| France entière | 8,3 % | 10 %   | 10 %   |

En 2018, la population âgée de 15 à 64 ans s'élève à 91 personnes, parmi lesquelles on compte 75,9 % d'actifs (58,6 % ayant un emploi et 17,2 % de chômeurs) et 24,1 % d'inactifs,. En  2018, le taux de chômage communal (au sens du recensement) des 15-64 ans est supérieur à celui du département et de la France, alors qu'en 2008 la situation était inverse.
La commune fait partie de la couronne de l'aire d'attraction de Saint-Gaudens, du fait qu'au moins 15 % des actifs travaillent dans le pôle,. Elle compte 16 emplois en 2018, contre 22 en 2013 et 16 en 2008. Le nombre d'actifs ayant un emploi résidant dans la commune est de 54, soit un indicateur de concentration d'emploi de 30,1 % et un taux d'activité parmi les 15 ans ou plus de 56,3 %.
Sur ces 54 actifs de 15 ans ou plus ayant un emploi, 10 travaillent dans la commune, soit 19 % des habitants. Pour se rendre au travail, 82,7 % des habitants utilisent un véhicule personnel ou de fonction à quatre roues, 3,8 % les transports en commun, 1,9 % s'y rendent en deux-roues, à vélo ou à pied et 11,5 % n'ont pas besoin de transport (travail au domicile).

### Activités hors agriculture
14 établissements sont implantés  à Saint-Pé-d'Ardet au 31 décembre 2019.
Le secteur du commerce de gros et de détail, des transports, de l'hébergement et de la restauration est prépondérant sur la commune puisqu'il représente 35,7 % du nombre total d'établissements de la commune (5 sur les 14 entreprises implantées  à Saint-Pé-d'Ardet), contre 25,9 % au niveau départemental.

### Agriculture
|               | 1988 | 2000 | 2010 | 2020 |
| ------------- | ---- | ---- | ---- | ---- |
| Exploitations | 2    | 1    | 1    | 1    |
| SAU (ha)      | 16   | 70   | 90   | 69   |

La commune est dans les « Pyrénées centrales », une petite région agricole occupant le sud du département de la Haute-Garonne, massif montagneux où s’étagent les vallées profondes, la forêt et les zones intermédiaires, les estives. En 2020, l'orientation technico-économique de l'agriculture  sur la commune est l'élevage de bovins, pour la viande. Une seule  exploitation agricole ayant son siège dans la commune est recensée lors du recensement agricole de 2020 (deux en 1988). La superficie agricole utilisée est de 69 ha,,.

## Culture locale et patrimoine

### Lieux et monuments

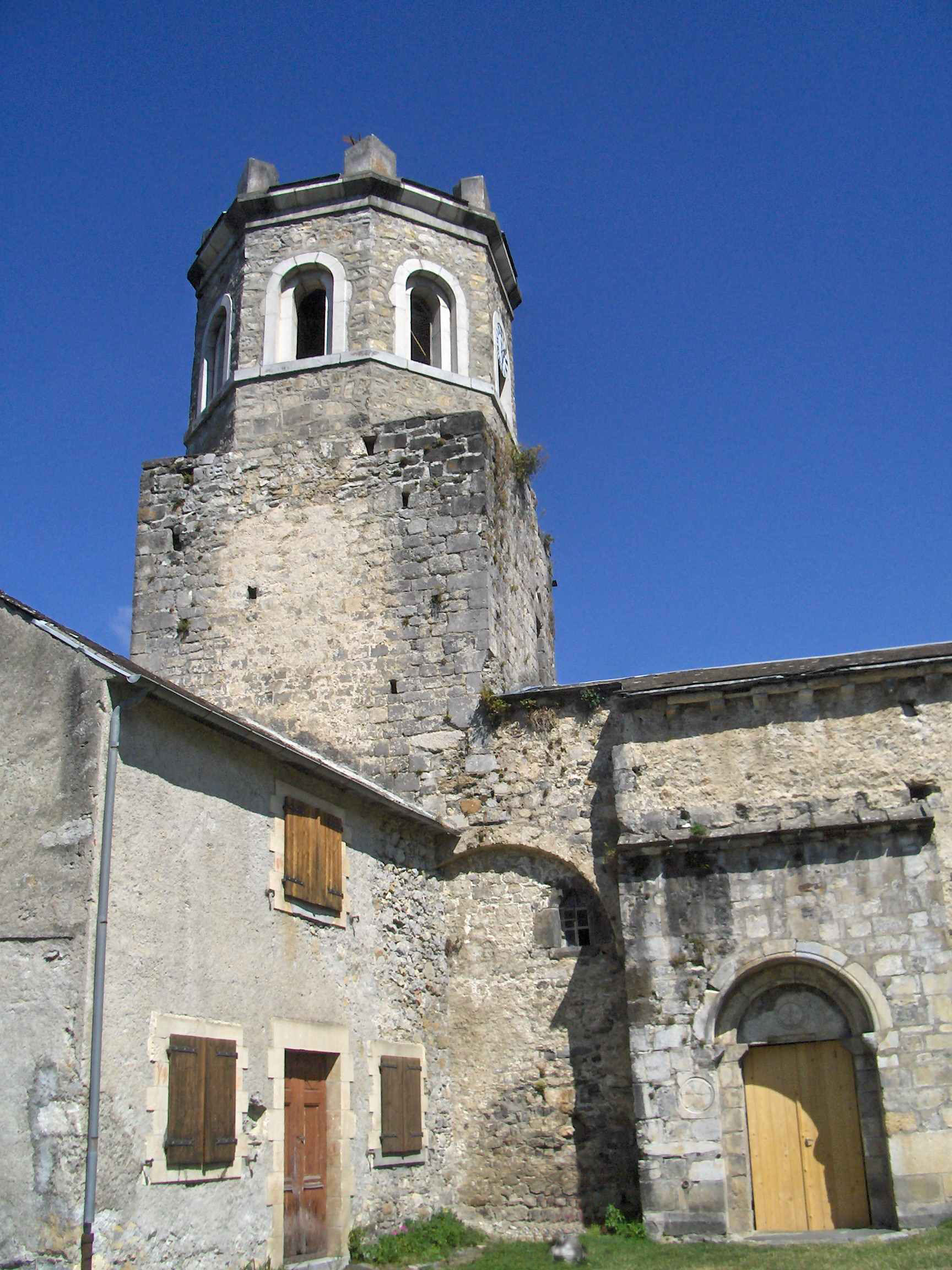
Église Saint-Pierre de Saint-Pé-d'Ardet.

- L'église Saint-Pierre, au  point le plus haut du centre du village, à l'altitude  614 mètres, construite en style roman du XIe siècle est inscrite à l'inventaire des monuments historiques depuis 1956[50], elle a été érigée sur l'emplacement d'un temple païen de l'époque gallo-romaine et incorporée à une enceinte fortifiée (une tour sert de clocher).
cette église est un amoncellement d'architecture : à l'intérieur, il y a des monuments gallo-romains aussi bien que mérovingiens ou encore de l'époque contemporaine. Il y a notamment  le couvercle d'un sarcophage mérovingien appartenant à Saint-Seurin de Bordeaux. En réalité, ce que beaucoup ont pris pour un couvercle de sarcophage n'est en fait qu'un côté (la décoration végétale - vignes notamment - ainsi que le chrisme - symbole des premières communautés chrétiennes - laisse penser que c'est la face latérale d'un sarcophage paléochrétien, Ve-VIe siècles, période à laquelle sont attestés les premiers chrétiens dans les Pyrénées Centrales, à la suite de l'évangélisation de saint Saturnin).
On retrouve gravé sur un marbre assez foncé (gris) en bas-relief : un chrisme (symbole du Christ dans la religion primitive), ainsi que des motifs floraux et végétaux (grappe de raisins notamment), mais aucune représentation du défunt, ou du Christ ou d'un saint. Mais on retrouve aussi des modillons de l'époque mérovingienne au-dessus de la fenêtre de la tribune, ou encore en bas des arches de la voûte de la nef. Deux corbeaux soutiennent aussi la grande arche cachait par la tribune, et un autre corbeau plus abîmé soutient une partie de la tribune.
Selon Gabriel Manière, dans son étude sur les réemplois gallo-romains à Saint-Pé-d'Ardet, d'autres objets constituant le trésor du village, sont enfouis dans le lac qui était à l'époque gallo-romaine un lieu de culte où les Gallo-Romains jetaient les trésors de guerre.
L'édifice est entouré de remparts dont quelques vestiges subsistent.

- La chapelle Sainte-Auraille (XIXe siècle) 
La chapelle a été restaurée en 2012[51].

La chapelle Sainte-Auraille
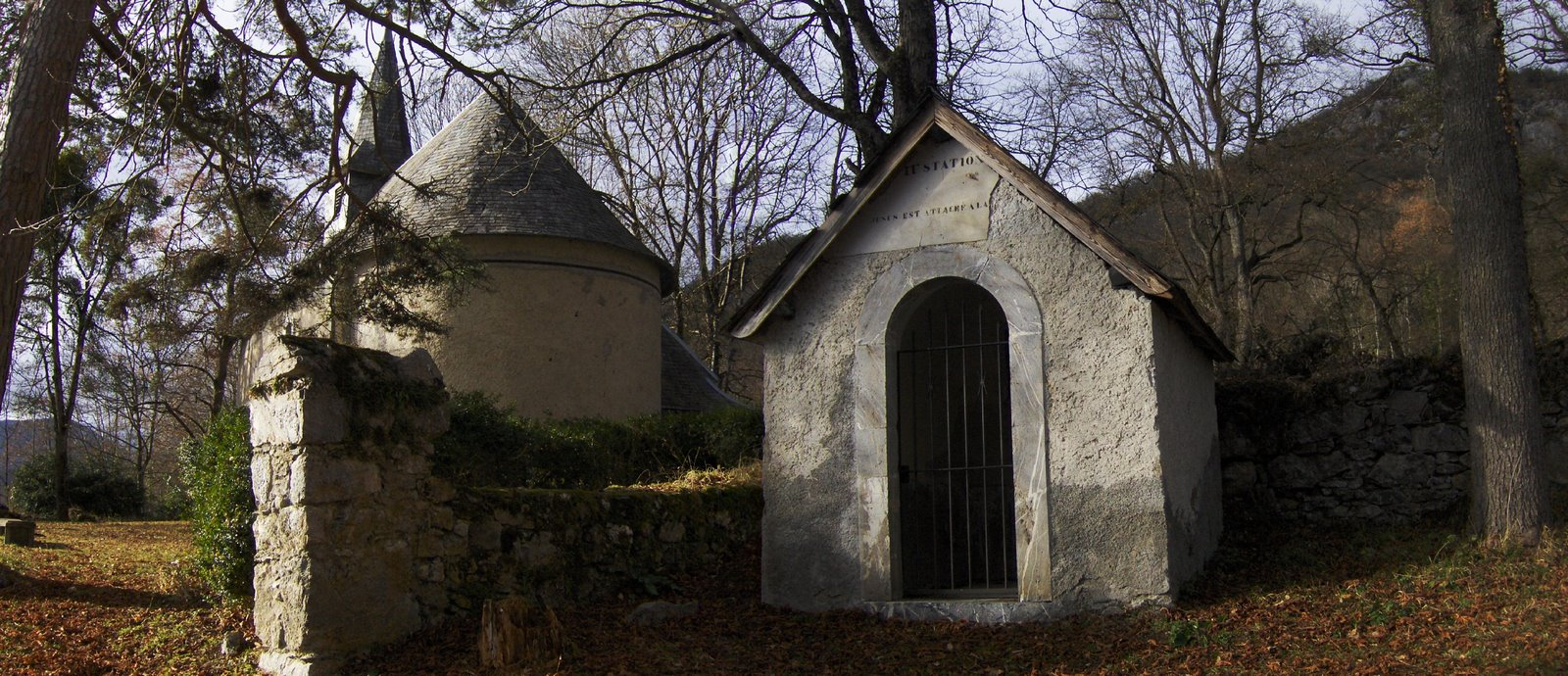
La chapelle et une des stations.
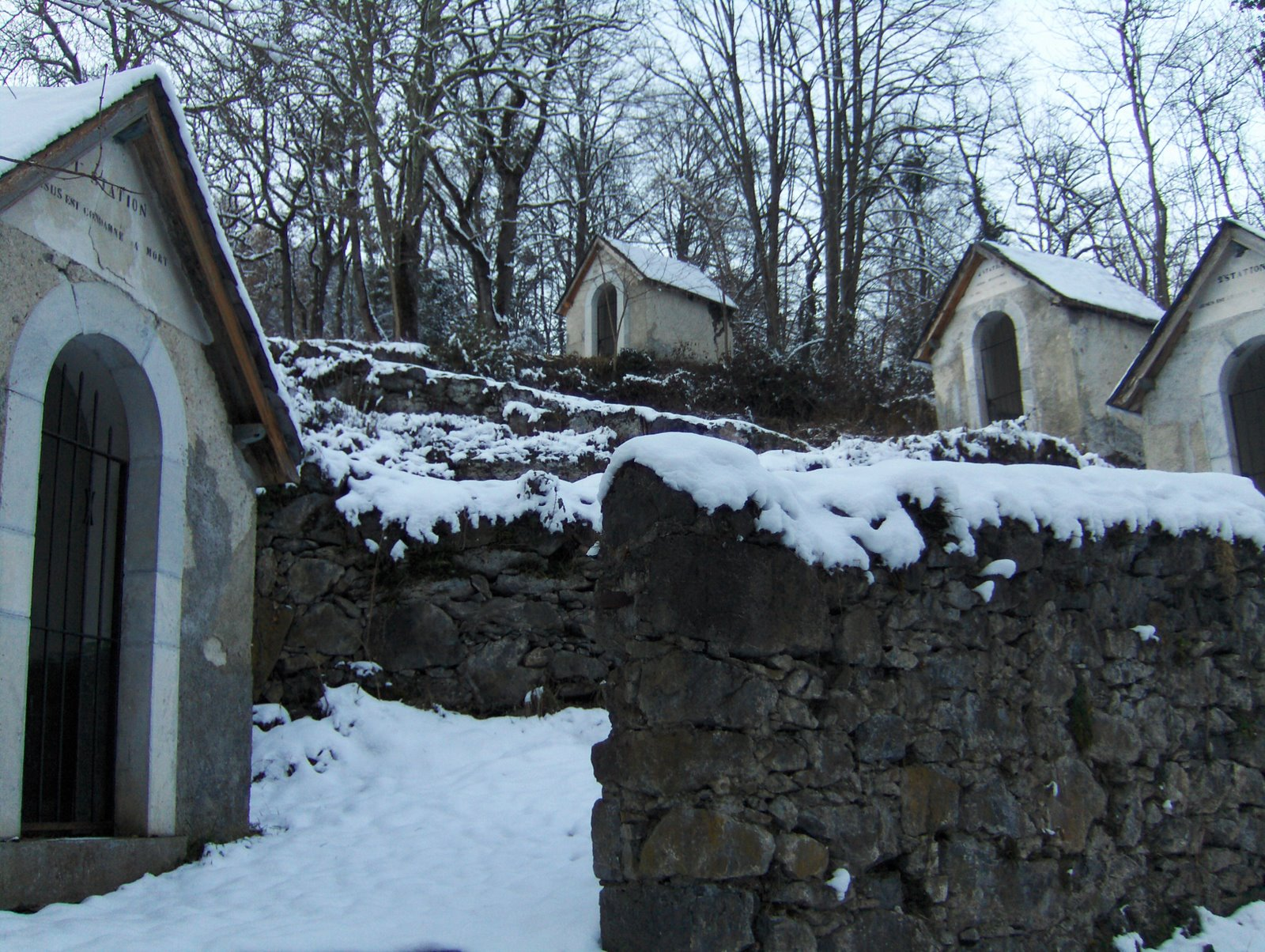
Calvaire sous la neige.
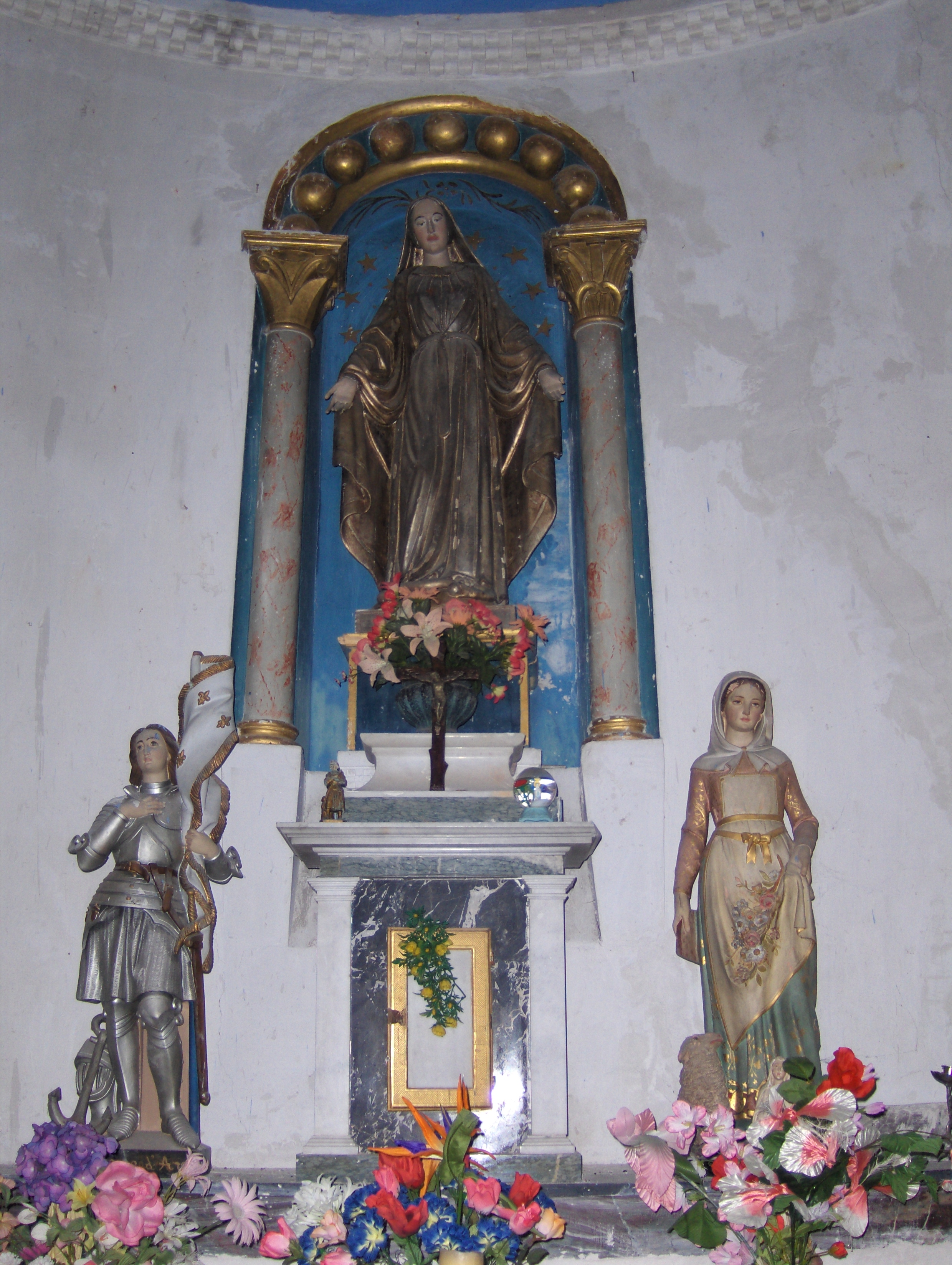
Chœur de la chapelle.
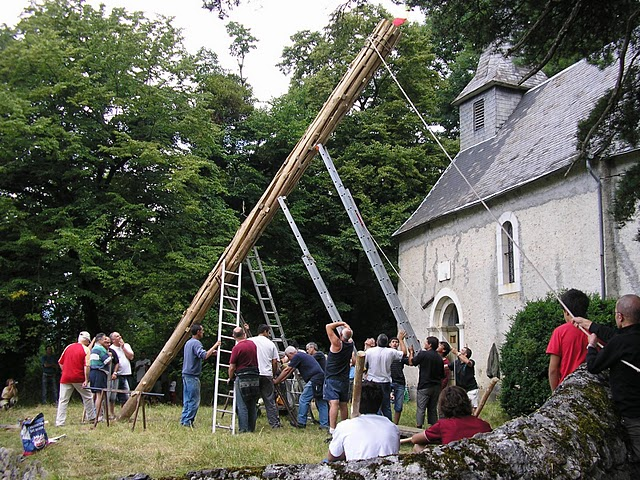
Quilhe du Brandon à la main.

- Le lavoir
- Le lac : espace vert et de loisirs
- Le Bistrot de Saint-Pé : café convivial
- La croix et les tilleuls : lieux de rassemblement des villageois, ils y discutent…
- La place : qui est devenu "un terrain" de quilles
- L'école
- Les rochers d'escalade
- Les « escarerous » : chemin gallo-romain qui relie le village et le col des Ares
- Le monument aux morts sur la place
- Le chemin des Evêchés

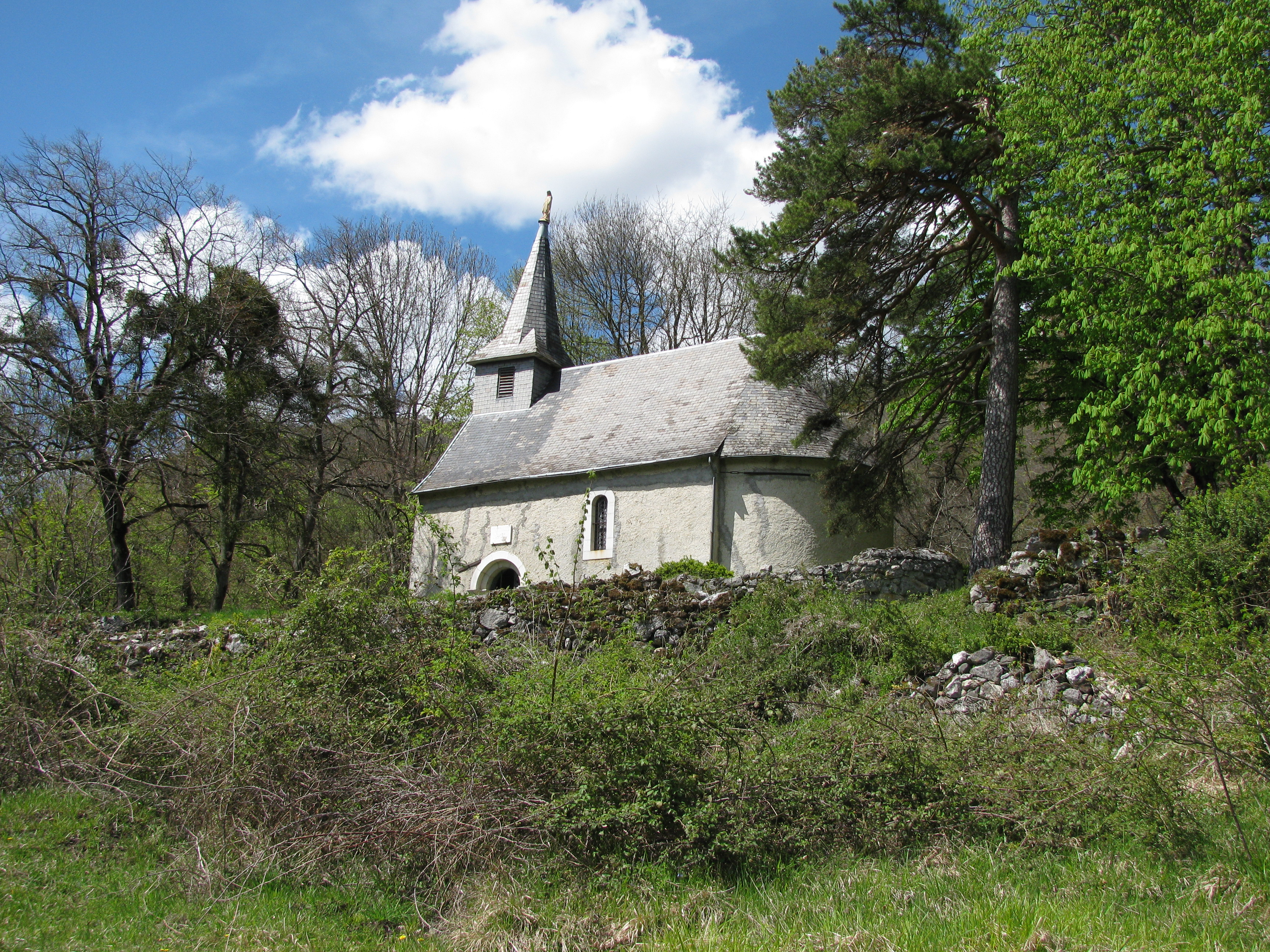
Chapelle Sainte-Auraille
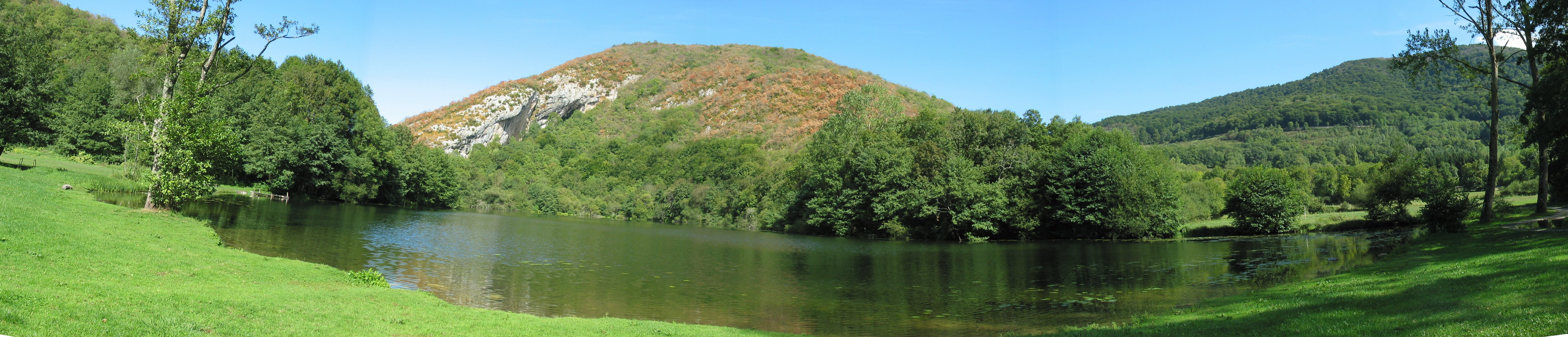
Lac naturel
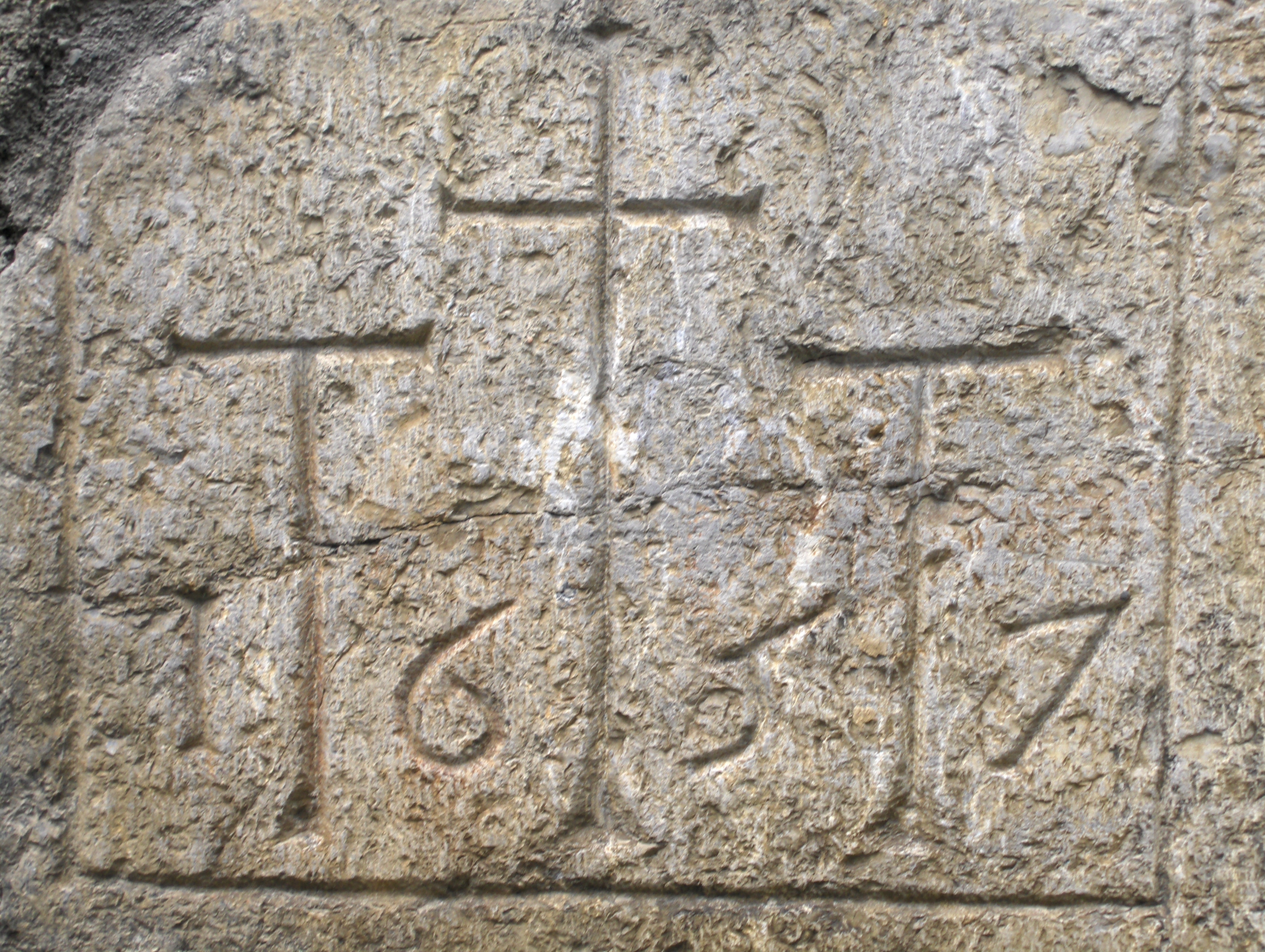
Pierre de marquage
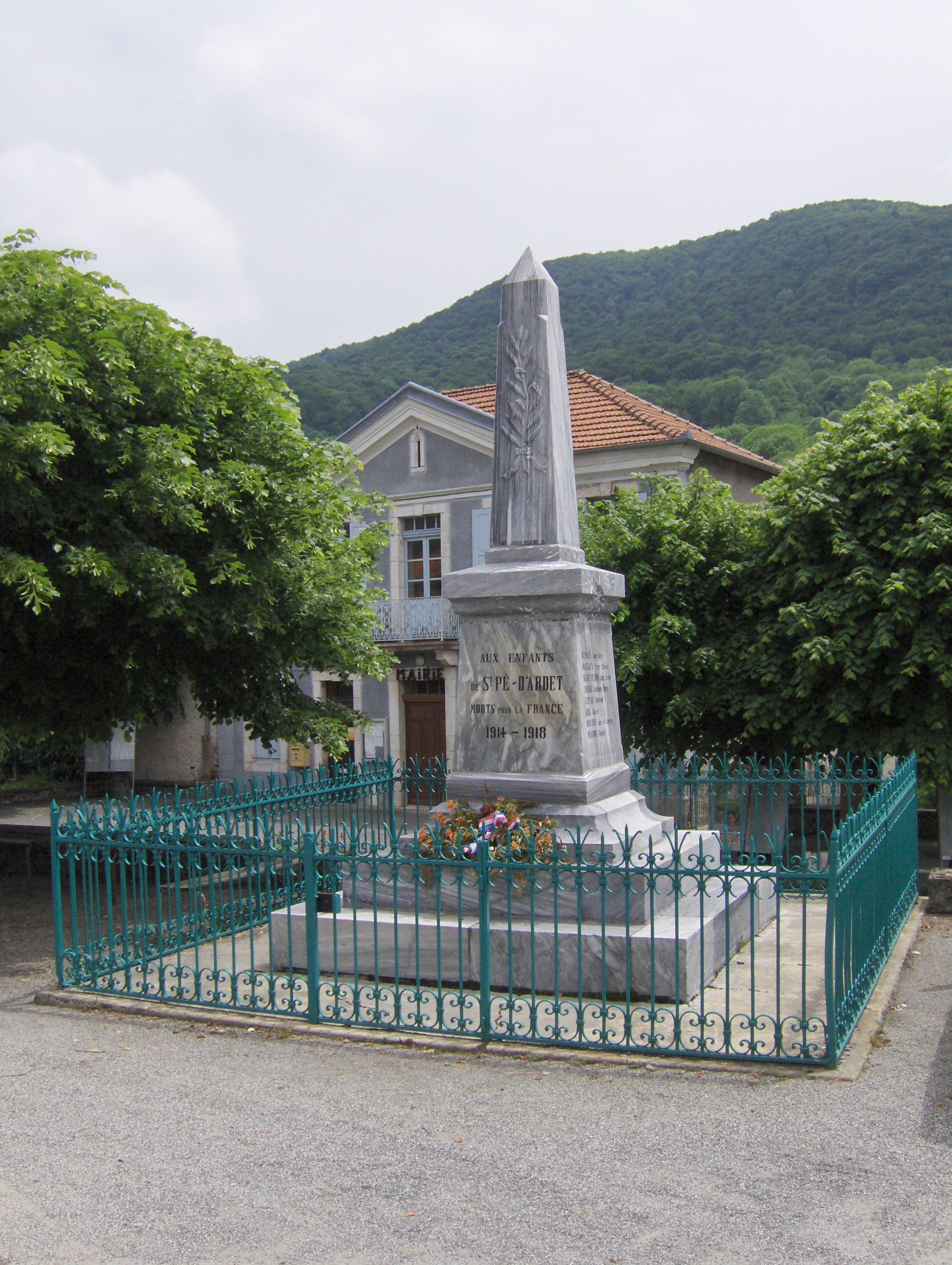
Monument aux morts
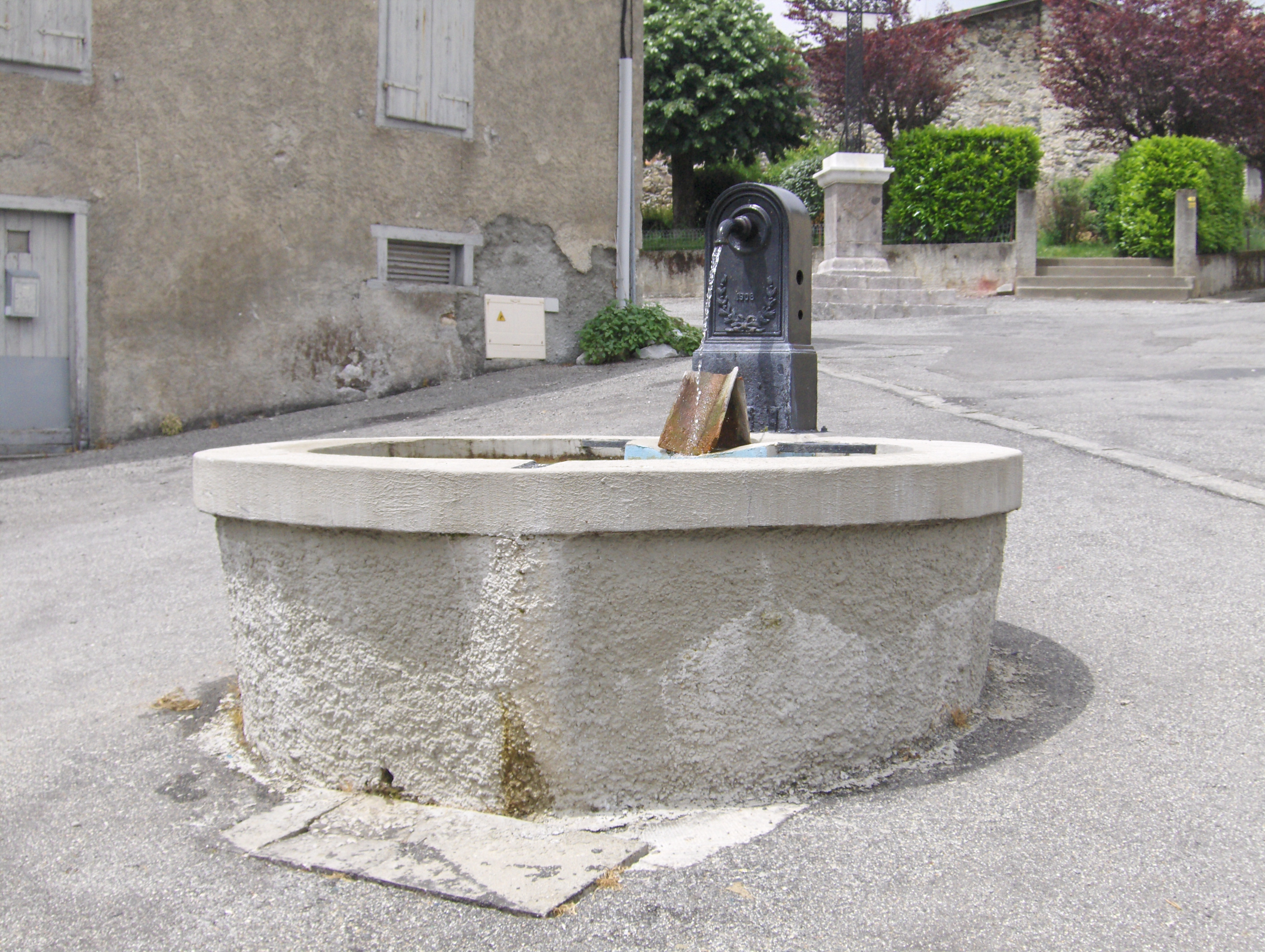
Fontaine
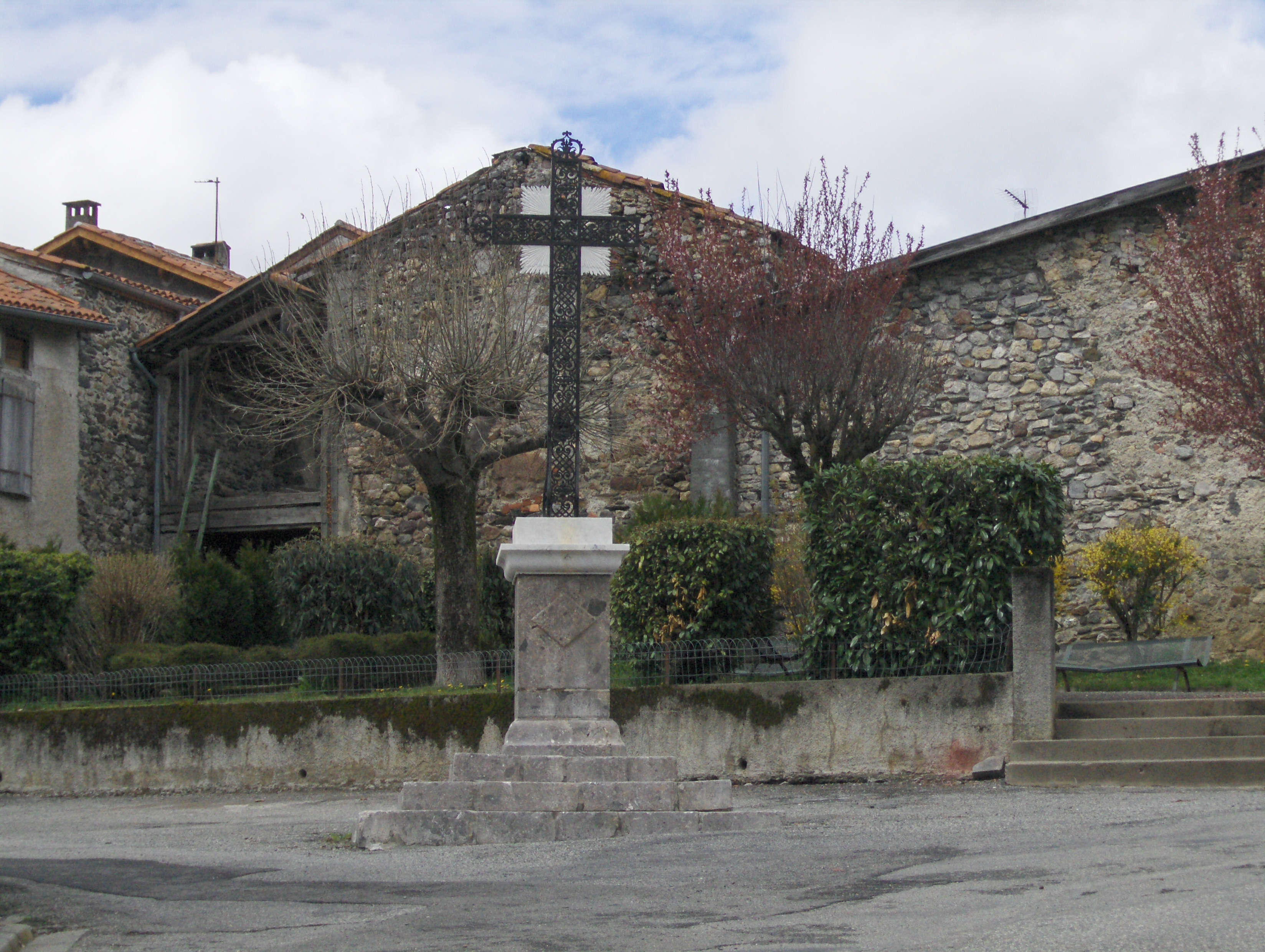
Croix
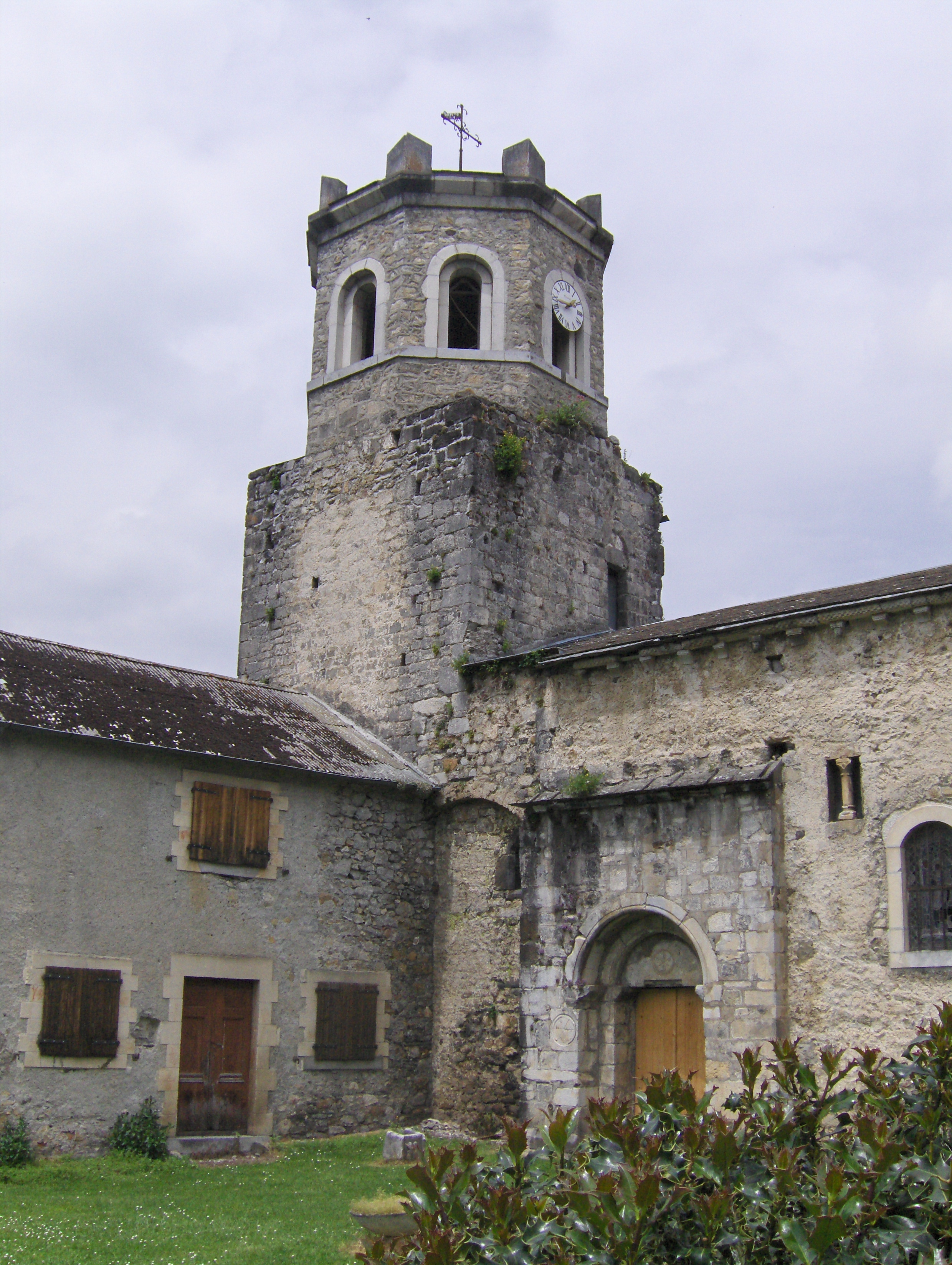
Église avant réfection du toit
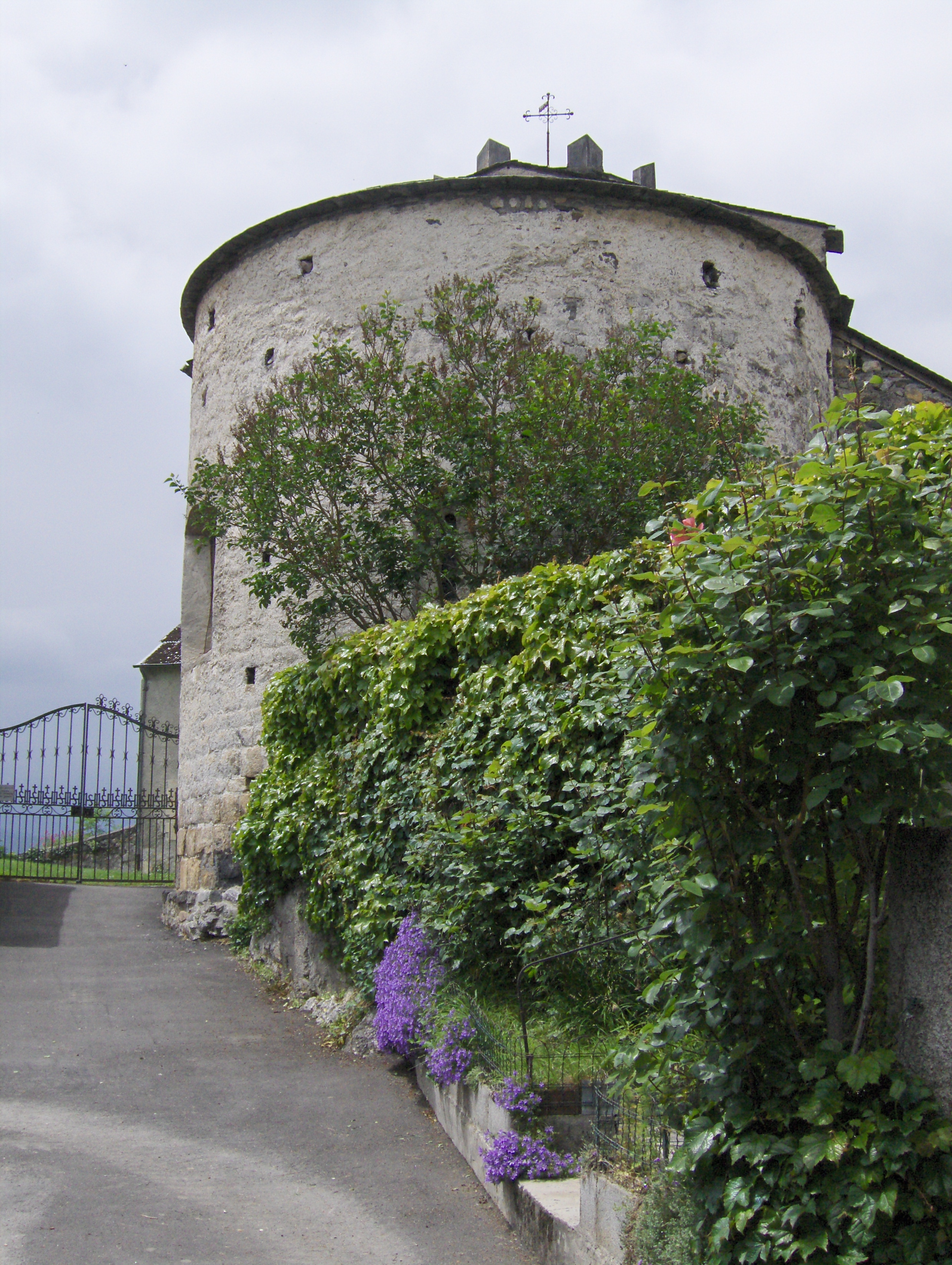
Chœur de l'église
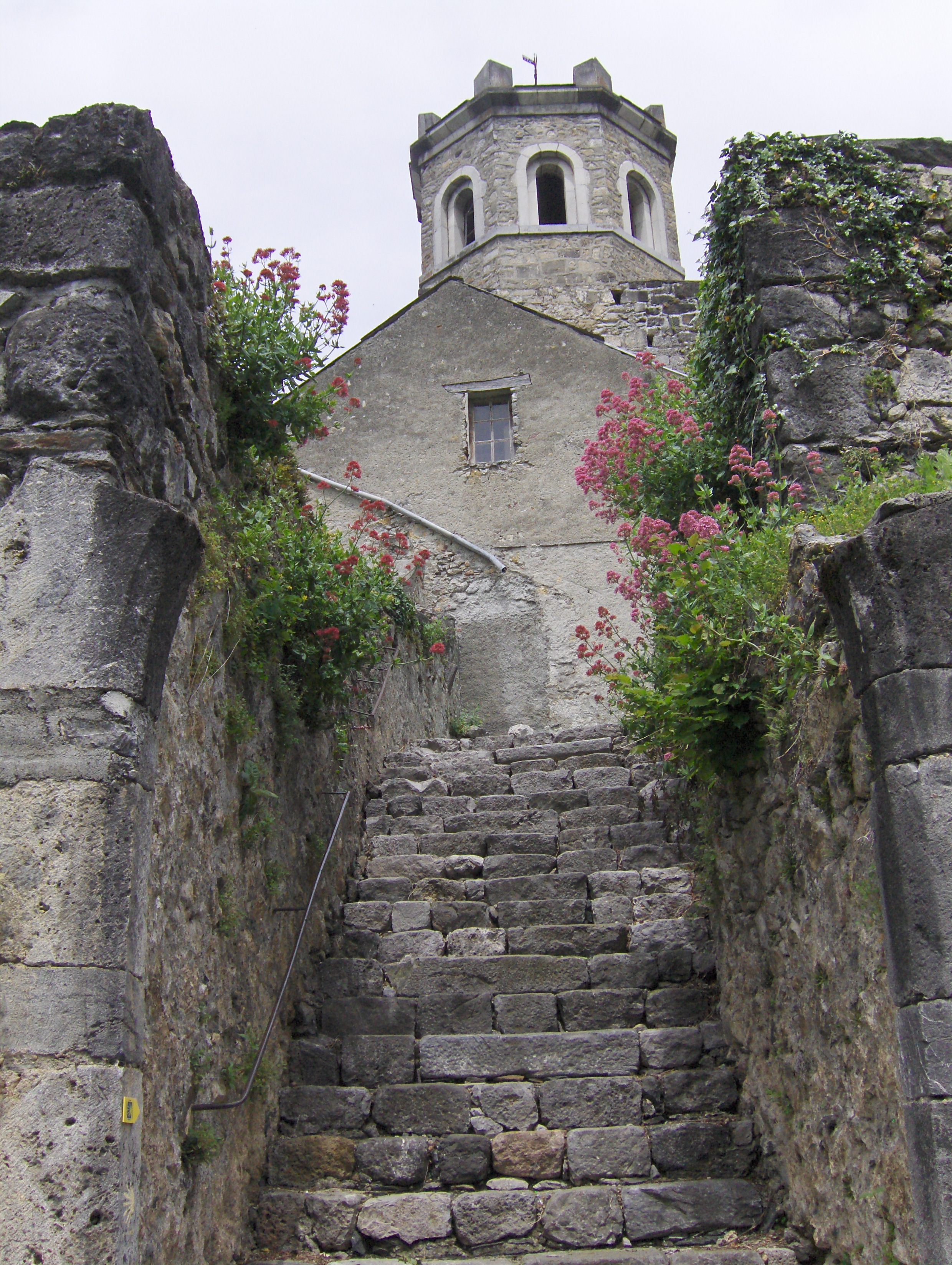
Escalier des Évêchés
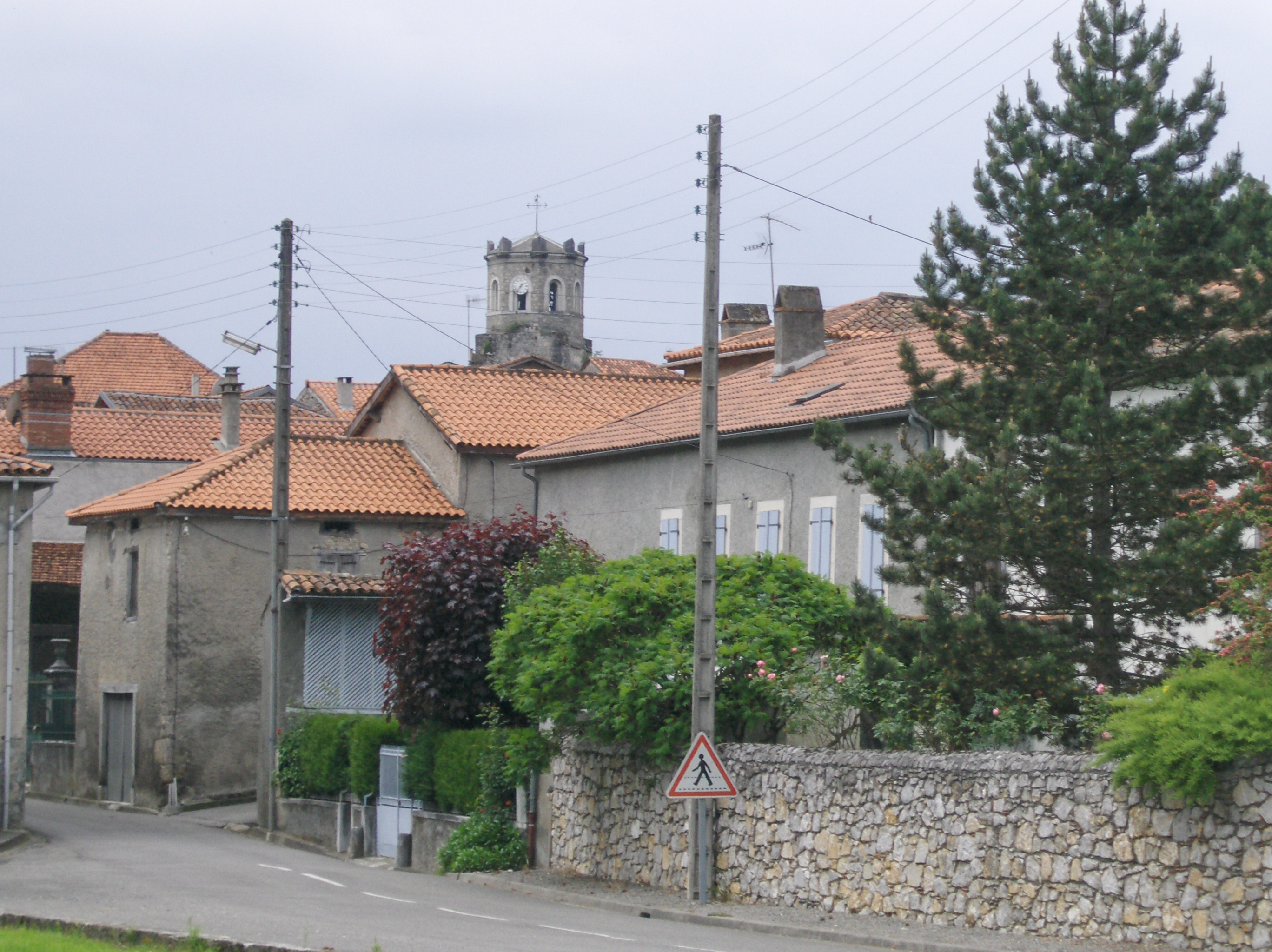
Vue depuis le Pré Communal
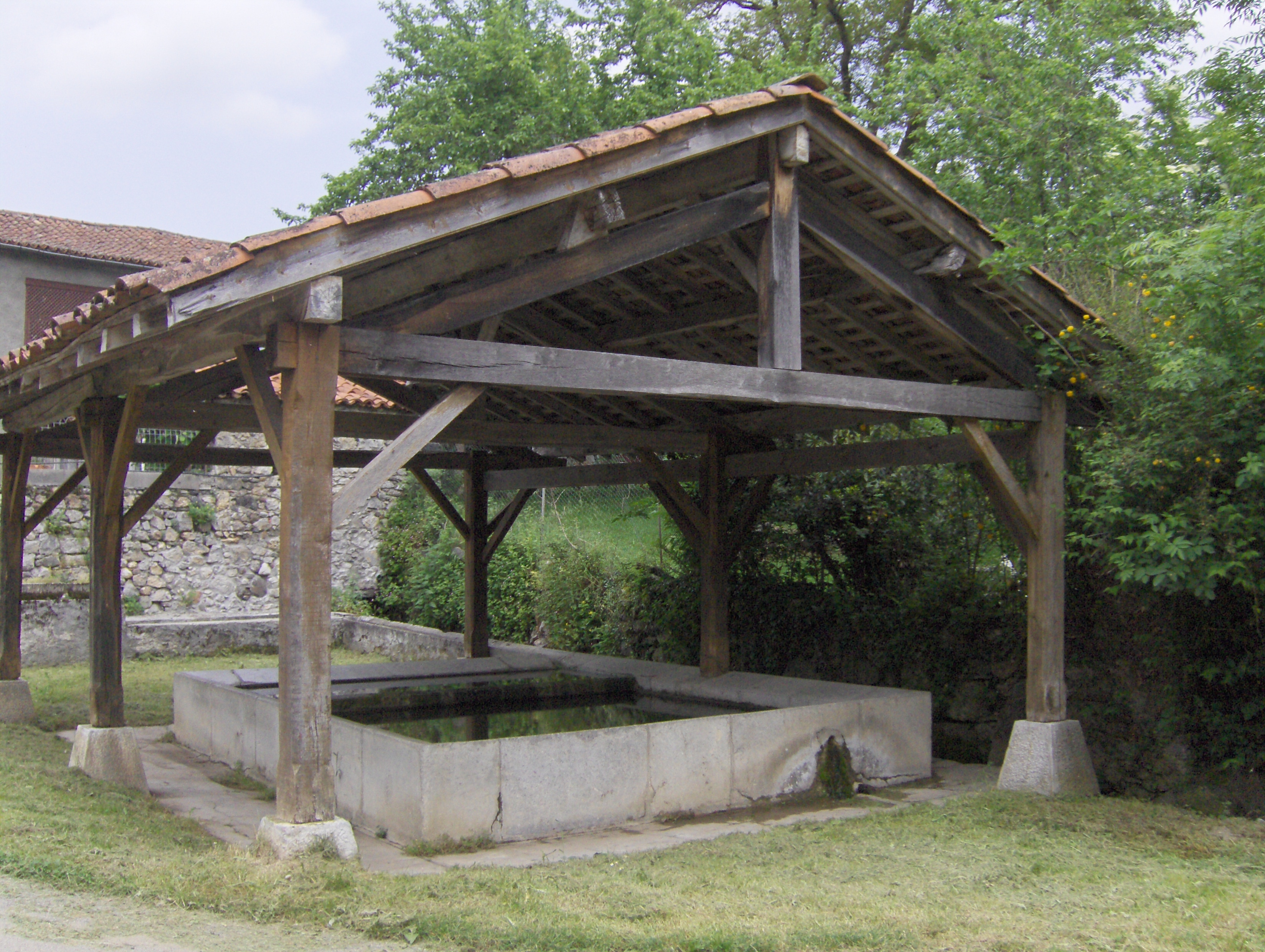
Lavoir
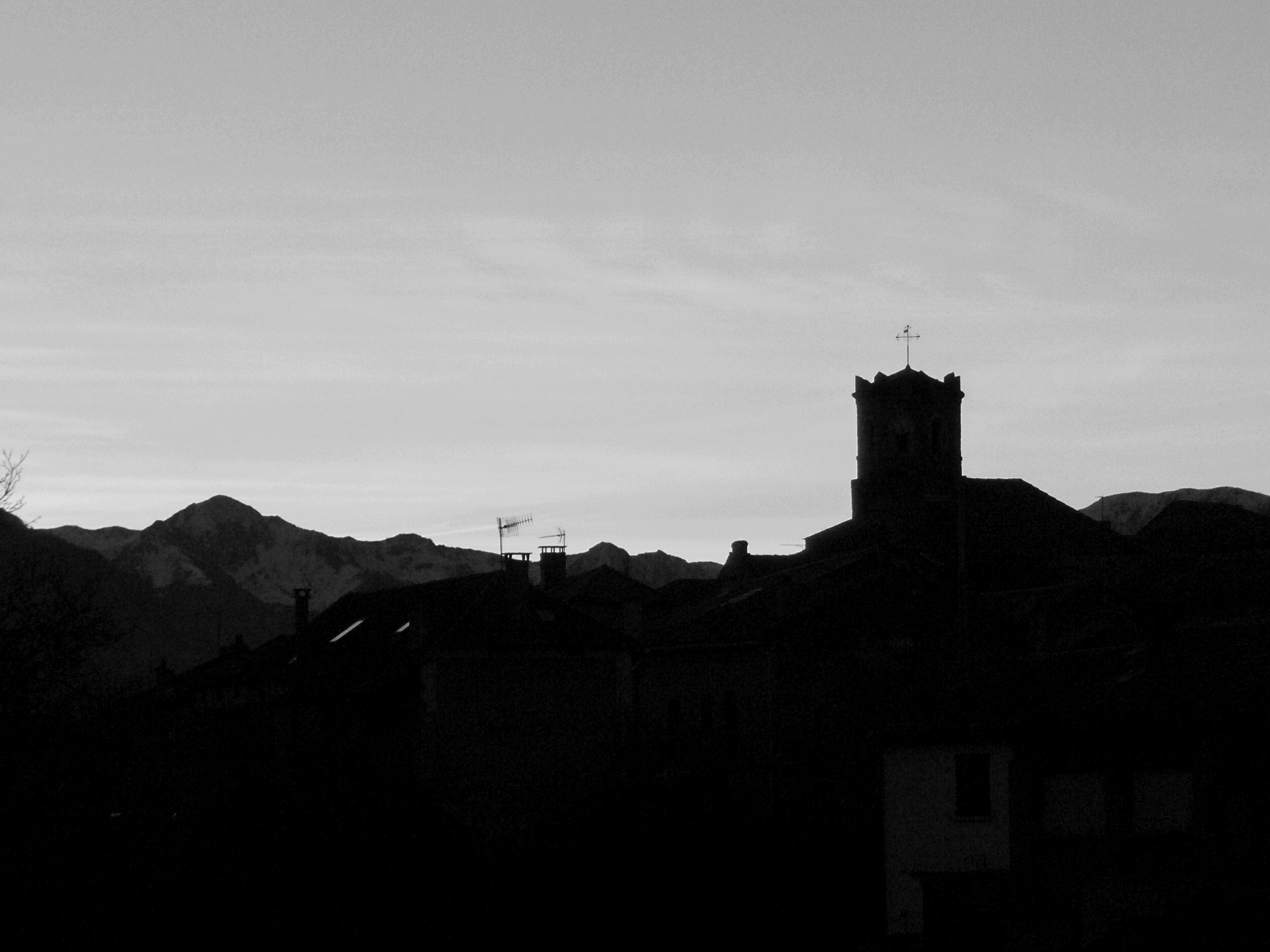
Saint-Pé de nuit

### Culture locale

#### Le "Grand" Brandon de la Saint Jean
Voila une tradition bien inconnue, et qui malheureusement tend à disparaitre petit à petit. Le Brandon (localement appelé "Eth Haro") est l'équivalent "commingeois" (mais il n'est plus réalisé dans tous les villages du Comminges, seuls ceux au sud de Saint-Gaudens et au nord du Val d'Aran le font) des feux de la Saint Jean. Tradition - fêtant le solstice d'été - millénaire puisque datant au moins des peuples païens gallo-romains (siècle avant et après le Christ), elle est toujours perpétuée de nos jours. Le Brandon est en fait un arbre ébranché et écorcé le plus souvent (sa taille et son essence varient suivant les endroits ou les possibilités qu'offrent le village ou les lieux), arbre fendu (à partir de sa base, du côté le plus gros) à l'aide de coins en fer et en bois (de manière qu'il brûle), puis planté à la verticale dans le sol, rembourré de paille (ou autres) et embrasé normalement le soir de la Saint Jean. En fait, maintenant, très souvent la date n'est plus respectée pour des raisons faciles à comprendre : le manque de gens (quand ça tombe en semaine ou en période hors vacances scolaires). Par exemple, à Saint-Pé, le Brandon a lieu très souvent le deuxième week end de juillet (deux ou trois semaines après la date originelle).
La difficulté du maintien de cette tradition réside dans la technique et le physique que demande une telle préparation (certains villages ont pallié ces problèmes en utilisant des tronçonneuses par exemple) : le Brandon est généralement fendu petit à petit (et non en un seul jour) pour lui laisser le temps de sécher et de s'ouvrir, et fendu très délicatement de manière qu'il ne se fende pas en entier et qu'il ne s'éclate pas...
À Saint-Pé, le Brandon est planté au milieu du Pré Communal (originairement, il se faisait en haut du Calvaire de Sainte Auraille), le soir de l'embrasement un repas animé par de la musique est organisé sur la place du village ou au Pré Communal, où les gens viennent participer à la première des festivités saint péennes.
Le Brandon de Saint-Pé présente quelques caractéristiques intéressantes : c'est un sapin (et non un hêtre comme dans de nombreux villages), il est fendu pendant des semaines par un même homme (et non un groupe d'hommes en une seule journée), est totalement empaillé et on dispose à son sommet une croix (ou est gravée dessus une roue solaire, souvenir de l'origine païenne de la fête), rappelant le syncrétisme chrétien, qui a récupéré la fête pour l'assimiler à la Saint Jean.

#### Le "Petit" Brandon de la Chapelle
À Saint Péenne, depuis 2008, un second brandon a été mis en place pour mettre en valeur un des sites laissés à l'abandon pendant des années : la chapelle Sainte Auraille. Le principe reste le même : un sapin (un épicéa plus précisément ici) fendu et dressé à la verticale. Mais ce n'est pas juste un doublon, c'est une fête totalement différente. Depuis 2009, deux fêtes sont associées à ce second Brandon : d'abord, la Montée et la Quille du Brandon de la Chapelle (week-end précédant la fête de Saint-Pé-d'Ardet, très souvent le dernier samedi de juillet) : les Saint Péens ainsi que d'autres habitants des Frontignes portent à bras d'hommes le tronc fendu sur plus de 700 mètres de longueur et sur un dénivelé positif de 60 mètres (tout le long du parcours, des arrêts boissons et nourriture sont organisés par les habitants du village, montrant ainsi leur intérêt pour les festivités nouvelles) jusqu'à la chapelle Sainte-Auraille ; là, ils le dressent au moyen d'échelles et de cordes et mangent tous ensemble ; ensuite, le Brandon en lui-même (premier samedi de septembre), avec un groupe musical, un repas champêtre (le strict minimum est fourni, le reste est apporté par chacun des convives qui partage alors ses entrés ou ses desserts avec tous les autres), une ambiance festive, un cadre sylvestre et sauvage, avec vue sur les pics pyrénéens, et ensuite l'embrasement. Cette initiative pour le moins nouvelle, renoue tout de même avec la tradition, étant donné qu'à l'origine, du moins au début du XXe siècle, le Brandon était brûlé au sommet du Calvaire.

#### La crèche («morte») des santons
Depuis 2007, le village recommence à faire la crèche dans la chapelle latérale de l'église. Les deux premières années, les bénévoles utilisèrent les vieux santons retrouvés dans la sacristie (qui datent du XIXe siècle), très abîmés (en plâtre donc très friables).
En 2009, les habitants ayant le projet de restaurer, ou du moins de ne pas plus les détériorer, ont levé des fonds pour acheter de nouveaux santons pour remplacer les anciens, qui maintenant sont dans un lieu à l'abri de l'humidité et ne sont plus manipulés… Les nouveaux santons (d'une hauteur de 70 cm) ne sont malheureusement pas dans le même style que les anciens, mais ont tout de même leur charme… Ils sont au nombre de 7 : les 3 rois mages, la Vierge, Joseph, Jésus et un berger. Quelques photos :

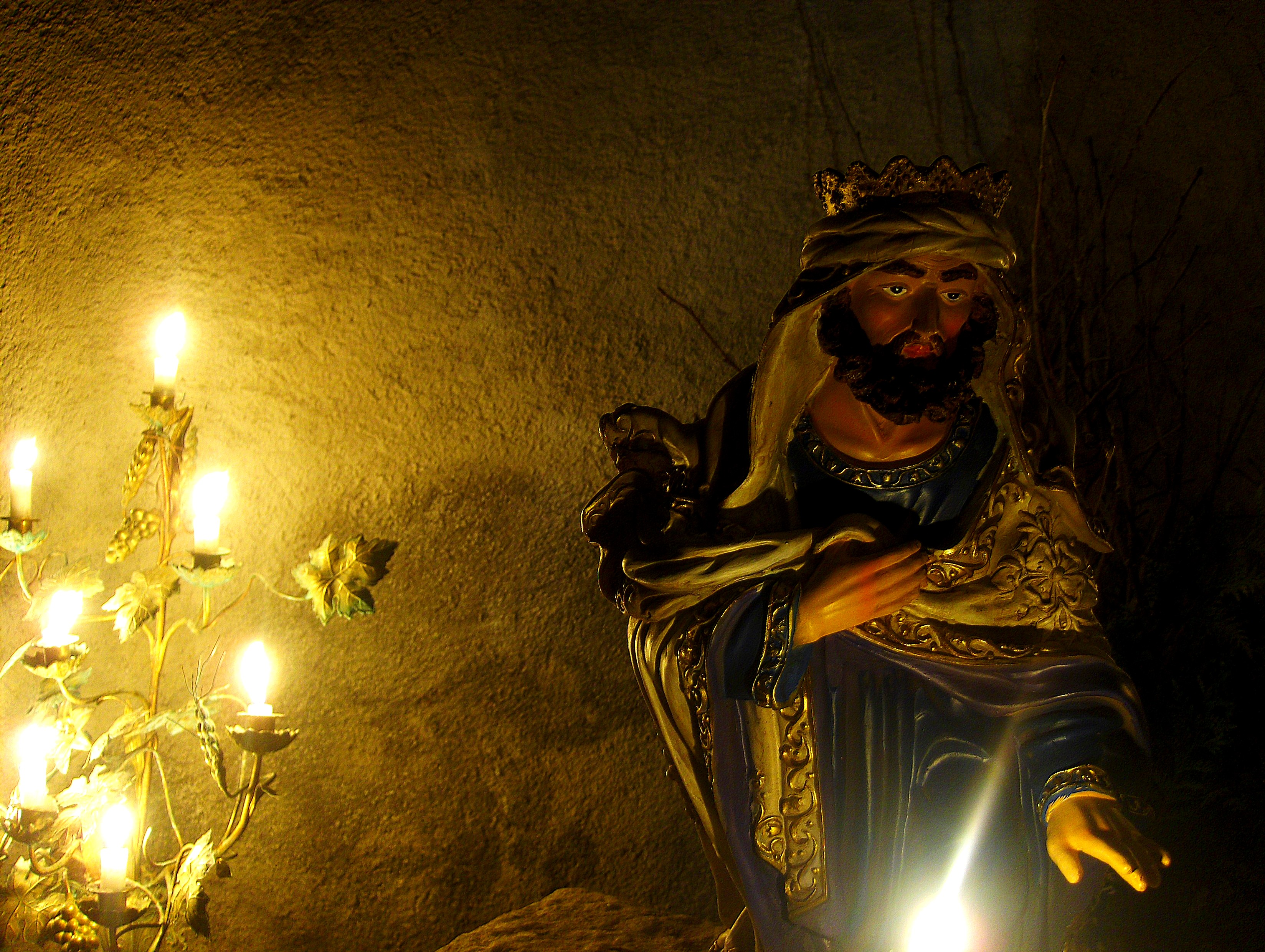
Melchior
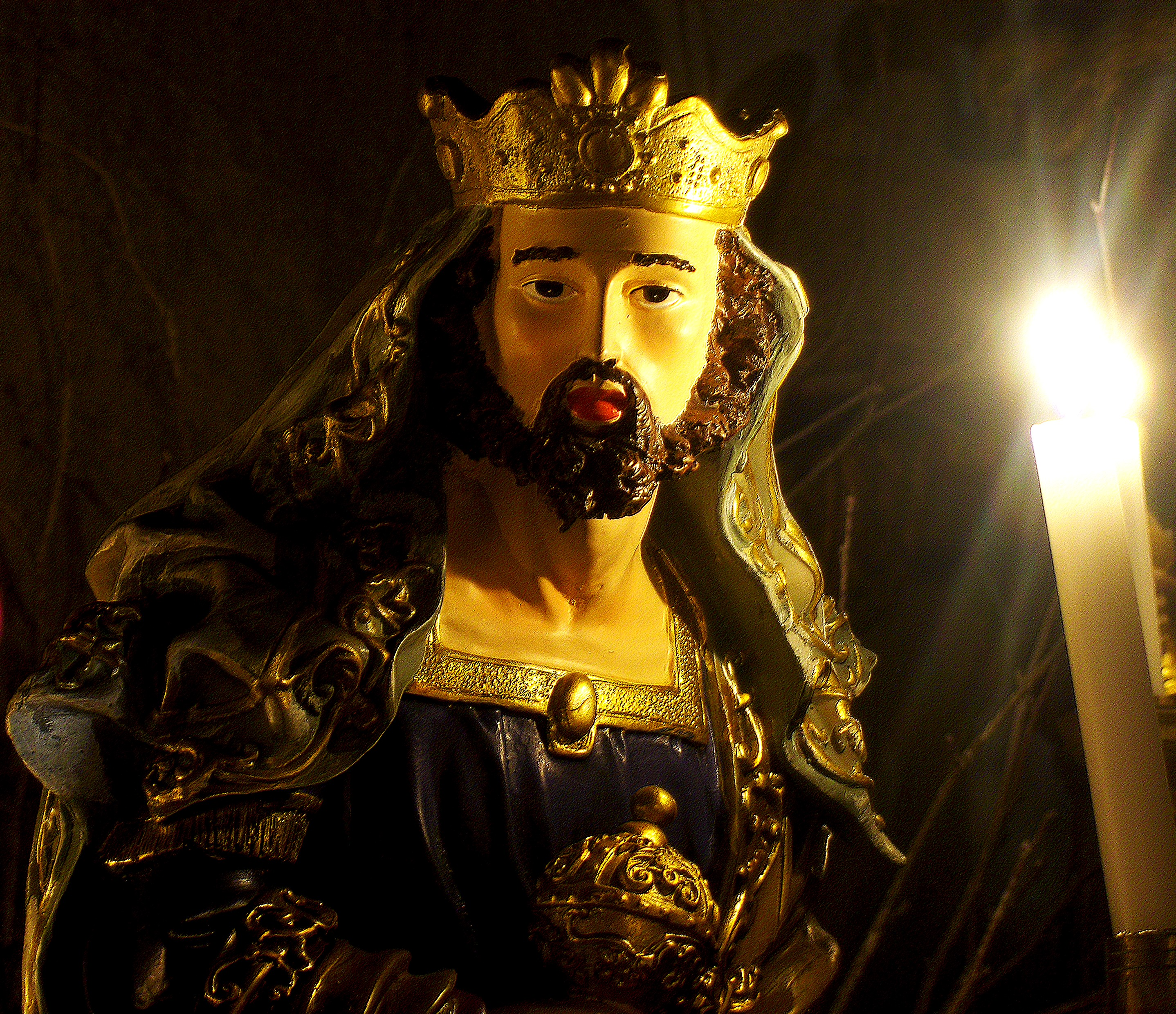
Gaspard
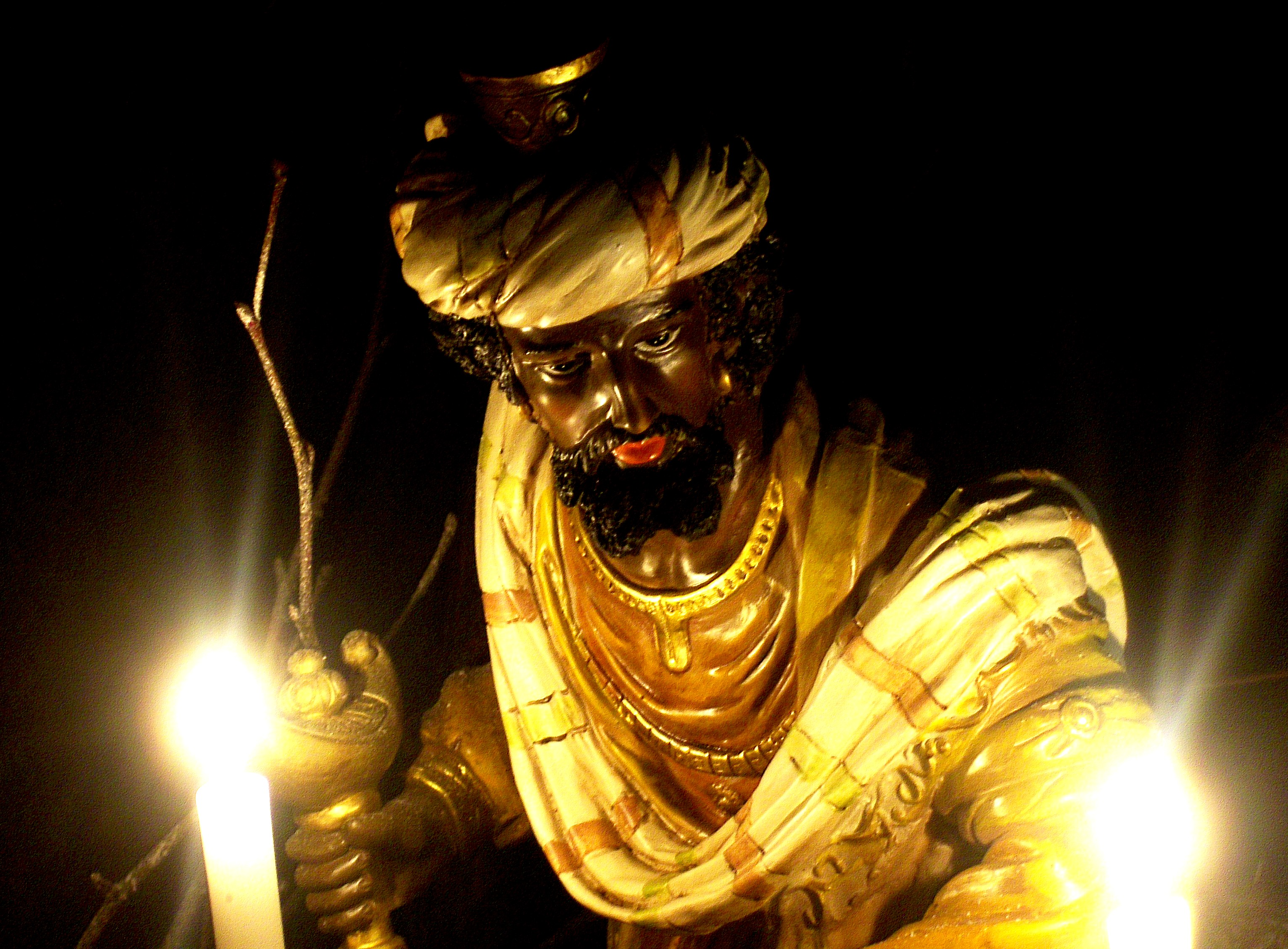
Balthazar
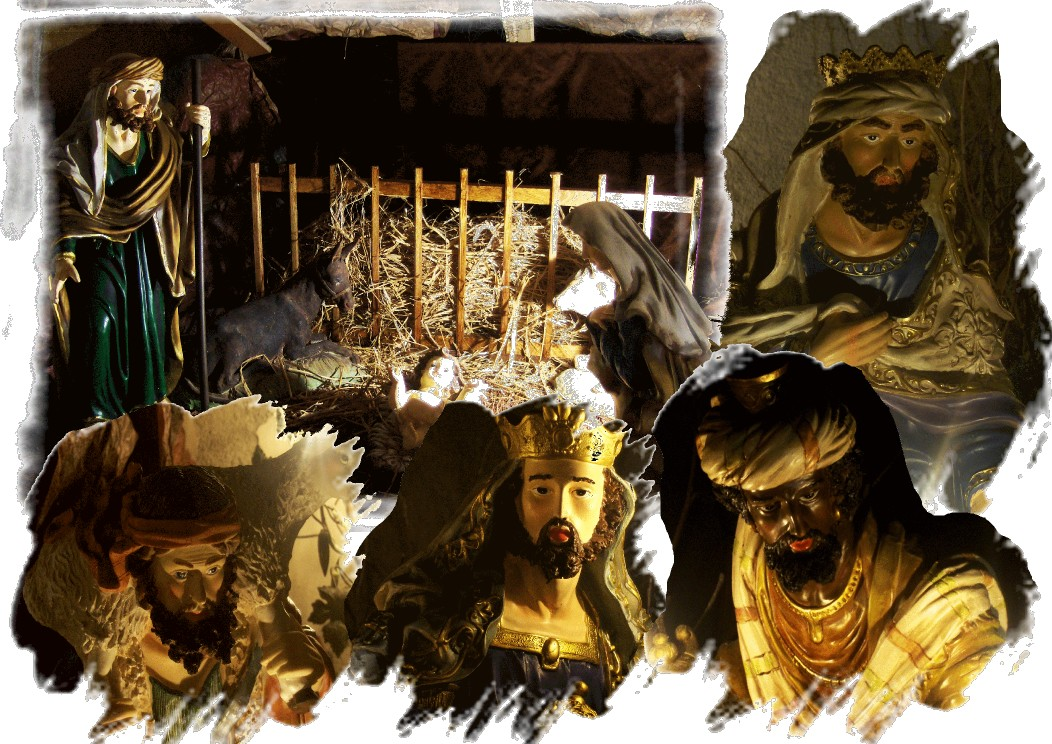
Montage

### Personnalités liées à la commune
- Clément V, évêque du Comminges puis pape d'Avignon[pourquoi ?].
- Albert Londres (1884-1932), écrivain, journaliste, reporter issu d'une famille Bardou de Saint-Pé-d'Ardet.

### Surnom des habitants
Chaque village avait un surnom pour désigner ses habitants : les Saint-Péens sont, et surtout étaient, surnommés « eras chòlas » (prononcé « tcholos »), mot occitan désignant les grenouilles, à cause du lac et des nombreuses grenouilles qui chantent dans ses nénuphars. Les habitants d'Antichan-de-Frontignes, village limitrophe, sont surnommés, eux, "eras hormigas", mot occitan désignant les fourmis. Et ceux de Lourde, en accord avec leur devise, sont "eths esclops", les sabots ![réf. nécessaire]

### Héraldique
Blason
Le blason de la communauté des habitants de Saint-Pé est tiercé en fasce de sinople, d'or et de gueules, c'est-à-dire : vert, or et rouge. Ce blason est celui non pas d'un noble (en l'occurrence ce n'est pas celui du baron d'Agieu, propriétaire de Saint-Pé-d'Ardet au XVIIIe siècle), mais celui de la Communauté d'Habitants, entité politique, sociale et administrative caractéristique de l'Ancien Régime.
Devise
Comme chaque village des Frontignes, Saint-Pé-d'Ardet a ce que l'on pourrait appeler une « devise », sous forme d'aphorisme censé représenter l'état d'esprit ou un caractère des habitants du village : « Saint-Pé, un clau en pe » que l'on peut traduire par « Saint-Pé, un clou dans le pied ». Comme toutes ces « devises », elles sont différemment interprétées : si les Saint-Péens veulent y voir un amour profond et éternel pour leur village (ils auraient un pied cloué à Saint-Pé-d'Ardet et ils ne pourraient bouger que leur autre jambe : allégoriquement, le Saint-Péen reste toujours attaché à son clocher et y reviendra forcément), les autres habitants des Frontignes aiment faire dire à l'aphorisme que les Saint-Pé-d'Ardet sont feignants, et n'aiment pas travailler. La devise du village voisin d'Antichan-de-Frontignes est « Antichan, tripas neras, nas de can », « Antichan, tripes noires, nez de chien » ; et celle de Lourde-en-Frontignes est « Lourda, esclopas surdas », « Lourde, sabots sourds »…
Angelus

## Pour approfondir